# Frankrijk
Frankrijk (Frans: France), officieel de Franse Republiek (Frans: République françaiseⓘ), is een land in West-Europa en qua oppervlakte het op twee na grootste Europese land. Qua inwoneraantal is Frankrijk het op een na grootste land binnen de Europese Unie. Frankrijk ligt tussen het Kanaal, de Atlantische Oceaan en de Golf van Biskaje (in het westen), België en Luxemburg (in het noorden), Duitsland, Zwitserland en Italië (in het oosten) en Spanje, Andorra, de Middellandse Zee en Monaco (in het zuiden). Ook het eiland Corsica in de Middellandse Zee behoort tot Frankrijk, alsook vele overzeese gebieden. Frankrijk maakt aanspraak op een deel van Antarctica: Adélieland.
Inclusief overzeese gebieden heeft het land een oppervlakte van 674.843 km² en een bevolkingsaantal van ongeveer 67,06 miljoen inwoners (januari 2020). Frankrijk, vanwege de zeshoekige vorm ook l'Hexagone genoemd, is naar oppervlakte het grootste land binnen de Europese Unie (EU) en qua inwoners het op een na grootste land, na Duitsland. De hoofdstad is Parijs. Dit is met meer dan 2 miljoen inwoners en een agglomeratie van meer dan 12 miljoen inwoners ook de grootste stad van het land. Andere grote steden zijn Marseille, Lyon, Toulouse en Nice.
Sinds het Verdrag van Verdun in 843 kent Frankrijk, dat zijn naam dankt aan de Franken, in zijn geschiedenis enige continuïteit als bestuurlijke en culturele eenheid. Frankrijk is daarmee de oudste bestaande geopolitieke factor in de Europese machtsverhoudingen. De landsgrenzen liggen sinds de Vrede van Nijmegen in 1678 redelijk vast en vallen voor een groot deel samen met natuurlijke grenzen.
Frankrijk vormt een gedecentraliseerde eenheidsstaat en een democratische semi-presidentiële republiek. Het land is lid van internationale organisaties zoals de EU (een van de zes oprichtende leden), de Verenigde Naties, de Veiligheidsraad (permanent, met vetorecht), de NAVO, de G7, de OESO en de WTO. Frankrijk was een van de initiatiefnemers van de Economische en Monetaire Unie, die in 2002 leidde tot de invoering van de euro als wettig betaalmiddel in een groot aantal lidstaten van de EU, waaronder Frankrijk. In 1960 onder het presidentschap van Charles de Gaulle werd Frankrijk na de Verenigde Staten, de Sovjet-Unie en het Verenigd Koninkrijk de vierde mogendheid met kernwapens. Frankrijk behoort tot de 30 meest ontwikkelde landen ter wereld.

## Geschiedenis

De bestorming van de Bastille op 14 juli 1789 geldt als beginpunt van de Franse Revolutie

Frankrijks culturele identiteit kreeg rond 50 v.Chr. een impuls die van blijvende betekenis zou blijken te zijn door de verovering van het Keltische Gallië door Romeinse legers onder bevel van Julius Caesar. De Latijnse taal en cultuur, alsmede het via Rome verbreide katholieke christendom, overleefden de val van het Romeinse Rijk, al ontstond er een door Germanen gedomineerd Frankisch Rijk. Frankrijk kent sinds de deling in 843 van dit rijk en het ontstaan van West-Francië enige bestuurlijke continuïteit, met Parijs als machtscentrum; het is daarmee de oudste geopolitieke entiteit in Europa.
Sinds de vroege middeleeuwen is Frankrijk door de omvang van het grondgebied en van de bevolking altijd een factor van belang geweest in de Europese machtsverhoudingen. De landsgrenzen kregen bij de Vrede van Nijmegen in 1678 ongeveer de vorm die ze sinds 1945 weer hebben en vallen grotendeels samen met natuurlijke grenzen. In de 17e, 18e en begin 19e eeuw was Frankrijk de grootste mogendheid op het Europese continent. Door de Franse Revolutie in 1789 veranderde Frankrijk van een absolute monarchie in een republiek, waarvan de beginselen als bedreigend werden ervaren door andere Europese mogendheden. Die probeerden dan de revolutie met militaire middelen de kop in te drukken. Onder het bewind van Napoleon keerde het tij en werden veel aspecten van de revolutie geëxporteerd; dit ging gepaard met spectaculaire veroveringen, die echter tussen 1812 en 1815 weer geheel verloren gingen. Frankrijk heeft zich sinds ongeveer 1300 uitdrukkelijker dan andere West-Europese landen ontwikkeld tot een centralistische natiestaat, die in de 19e eeuw tot volle wasdom kwam. Vandaag de dag hebben de 92 departementen waarin het moederland is verdeeld, erg weinig autonomie ten opzichte van de regering in Parijs. Vanaf de Vroegmoderne Tijd heeft het land ook grote internationale culturele invloed, al is die in de afgelopen decennia wat verminderd.
In de loop van de 19e eeuw werd Frankrijk overvleugeld door het Britse Rijk als grootste koloniale en maritieme mogendheid. Het bleef nogal achter in industriële ontwikkeling en bevolkingsgroei bij oude en nieuwe rivalen: het Verenigd Koninkrijk, Duitsland, en de Verenigde Staten. Vooral vanaf de Conferentie van Berlijn (1885) deed Frankrijk echter wel volop mee in de strijd om koloniale expansie. Zowel economische, culturele alsook raciale motieven speelden hierin een rol. Tegelijkertijd ontwikkelde Frankrijk zich, net als andere landen in West-Europa, tot een parlementaire democratie, met algemeen stemrecht voor mannen. Hierbij werd in de loop van de 19e eeuw wel herhaaldelijk van regeringsvorm gewisseld tussen keizerrijk, koninkrijk en republiek. Sinds 1871 is het een republiek gebleven.
In de 20e eeuw werd Frankrijk ten gevolge van twee wereldoorlogen, die voor Frankrijk uitliepen op pyrrusoverwinningen, genoodzaakt vanaf 1945 tussen de twee supermachten een nieuwe rol te zoeken als middelgrote moderne Europese mogendheid. In de jaren vijftig groeide het besef dat de kolonies in Azië en Afrika niet behouden konden worden. Het grootste politieke probleem was de gehechtheid aan de kolonie in Algerije, die in 1962 na acht jaar oorlog moest worden opgegeven.
Frankrijk kende een aanzienlijke industriële ontwikkeling, een eigen nucleaire afschrikkingsmacht, een leidende rol in het naoorlogse Europese integratieproject met behoud van een zelfstandige militaire rol, zowel in de eigen postkoloniale invloedssfeer als binnen de NAVO. Van de NAVO was Frankrijk vanaf 1966 alleen nog maar politiek lid, dat wil zeggen zonder dat de Franse strijdkrachten deel uitmaakten van de geïntegreerde commandostructuur. In maart 2009 besloot Frankrijk daarin weer terug te keren. Het verlies van wereldwijde culturele invloed, vooral ten gevolge van het Angelsaksische overwicht, is een bron van nationale zorg. De samenleving kent enkele breuklijnen die een efficiënt bestuur moeilijk maken. Er is de breuklijn tussen links en rechts, tussen de grote steden en het platteland én tussen autochtonen en immigranten.

## Geografie

### Ruimtelijke indeling

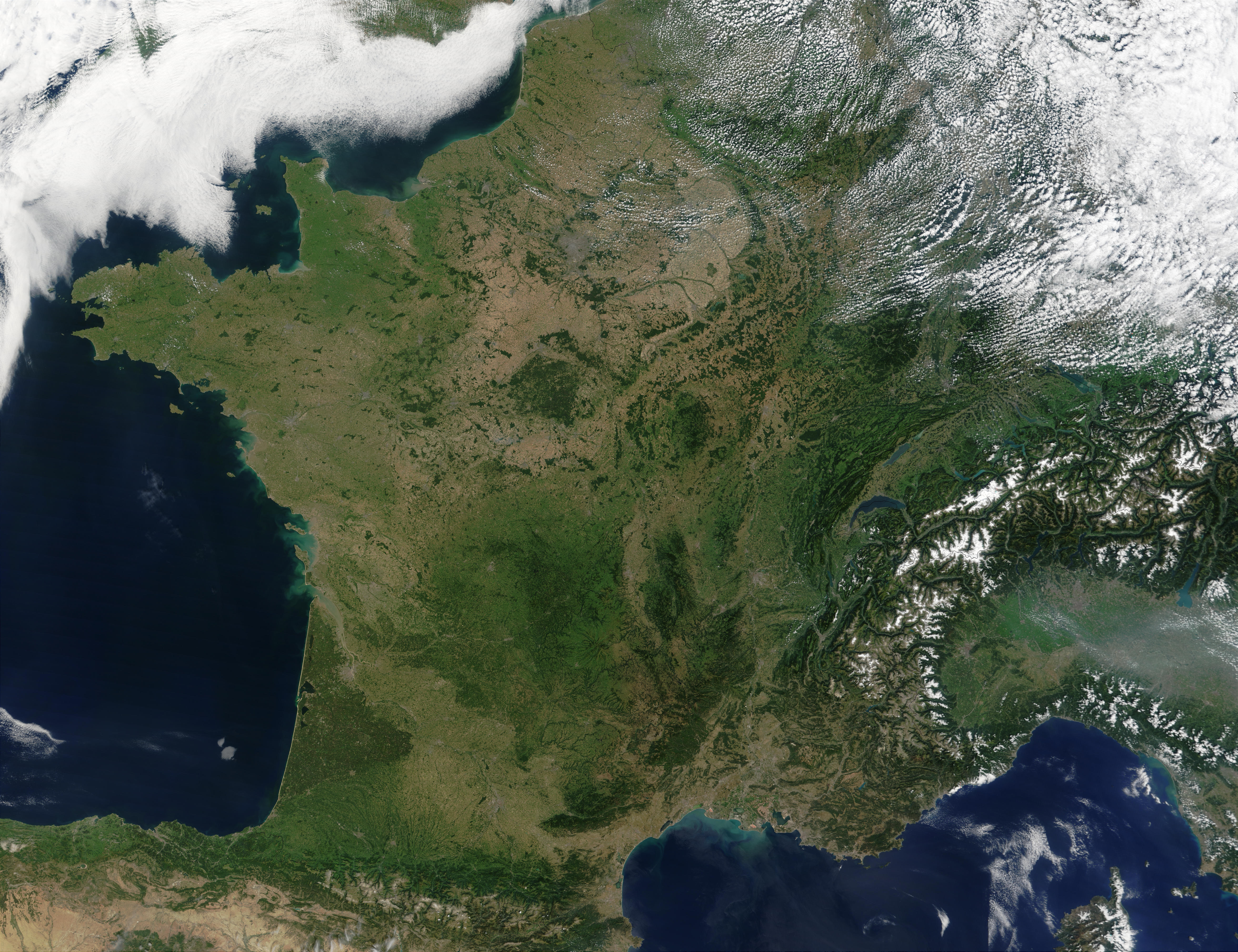
Satellietfoto van Frankrijk

De historisch gegroeide 39 provincies van Frankrijk werden na de Franse Revolutie afgeschaft, waarvoor in het Europese deel van Frankrijk 95 departementen in de plaats kwamen. De departementen zijn later gegroepeerd in regio's (zie verderop). Deze provincies weerspiegelen de natuurlijke fysisch-geografische structuur van Frankrijk en behouden ondanks moderne bestuurlijke centralisatie hun traditionele culturele diversiteit.
Het hart van Noord-Frankrijk is de provincie Île-de-France. Het gebied wordt omringd door de provincies Champagne en Lotharingen (Lorraine) in het oosten; Artesië (Artois), Picardië, Frans-Vlaanderen en Normandië in het noordwesten en het noorden; Bretagne, Maine en Anjou in het westen; en Touraine, Orléanais, Nivernais en Bourgondië (Bourgogne) in het zuiden. Het verdere zuiden bestaat uit Berry en Bourbonnais. Tussen de Vogezen en de Rijn ligt de Elzas.
Het zuidelijk deel van Centraal-Frankrijk wordt gekenmerkt door de ruwe bergen en gedoofde vulkanen van het Centraal Massief, een van de belangrijkste natuurgebieden van het land. Het bestaat uit de provincies Marche, Limousin, Auvergne en Lyonnais. De Rhône scheidt het Centraal Massief van de Alpen. De Alpen vormt de bergketen met de hoogste bergen van het land. Ten oosten van de Rhône liggen Savoie, Dauphiné en de Provence. Een deel van de kust van de Provence vormt de toeristische Franse Rivièra.
Het zuidwestelijke deel van Frankrijk is opgedeeld in twee regio's: Occitanie en Nouvelle-Aquitaine. In het zuiden van de regio's liggen de Pyreneeën.

### Klimaat
Het klimaat varieert aanzienlijk. Er zijn drie verschillende klimaatzones.
- Vochtig zeeklimaat met vaak frisse zomers en zachte winters, bijvoorbeeld ten westen van de lijn Bayonne-Rijsel (Frans: Lille) maar ook de Atlantische westkust.
- Semilandklimaat of tussenliggend klimaat met strenge winters en warme zomers, bijvoorbeeld in de Elzas, Lotharingen, langs het Rhônedal en in de gebergten (Alpen, Pyreneeën, Centraal Massief, Jura)
- Mediterraan klimaat met zachte winters en hete zomers in het zuiden.

### Natuur
Frankrijk is na Rusland en Oekraïne het grootste land van Europa en, naar West-Europese begrippen, tamelijk dunbevolkt; de bevolkingsdichtheid is ongeveer een kwart van die van Nederland. Er is natuurschoon in een afwisselend landschap, met verschillende klimaten en subklimaten. Frankrijk is een geliefd vakantieland voor zowel Fransen als buitenlandse toeristen. In de Alpen, de Pyreneeën en het Centraal Massief wordt geskied.
In bijna alle departementen zijn er diverse natuurgebieden en regionale natuurparken (parcs naturels régionaux) (Grands Causses, Monts d'Ardèche, Camargue, Armorique, Verdon,...). Er zijn tien nationale parken zoals Nationaal park Les Écrins, Nationaal Park Cevennen, Nationaal park Mercantour, Nationaal park Vanoise.
Het land telt verschillende grote rivieren, zoals de Seine, die dwars door Parijs stroomt. De langste rivier is de Loire, die met zijn 1012 km geheel door Frans grondgebied stroomt. Een stuk van de Rijn vormt een natuurlijke grens met Duitsland. De Maas en de Schelde ontspringen in Noord-Frankrijk en monden via België en Nederland uit in de Noordzee. De Moezel ontspringt in de Vogezen en stroomt via de Franse noordgrens naar Duitsland, waar die uitmondt in de Rijn. De Rhône ontspringt in Zwitserland en mondt in de Camargue uit in de Middellandse Zee. Verder zijn er talloze kleinere rivieren die geheel op Frans grondgebied liggen: de Garonne, de Dordogne, de Saône, de Ardèche, de Somme, de Durance, de Arve, de Giffre, de Lot en vele andere.
De Gironde is een estuarium tussen de Atlantische Oceaan en de samenvloeiing van de twee rivieren Garonne en Dordogne bij Ambès. Het estuarium is het grootste van West-Europa, 75 km lang en tot 12 km breed, met een oppervlakte van 635 km².

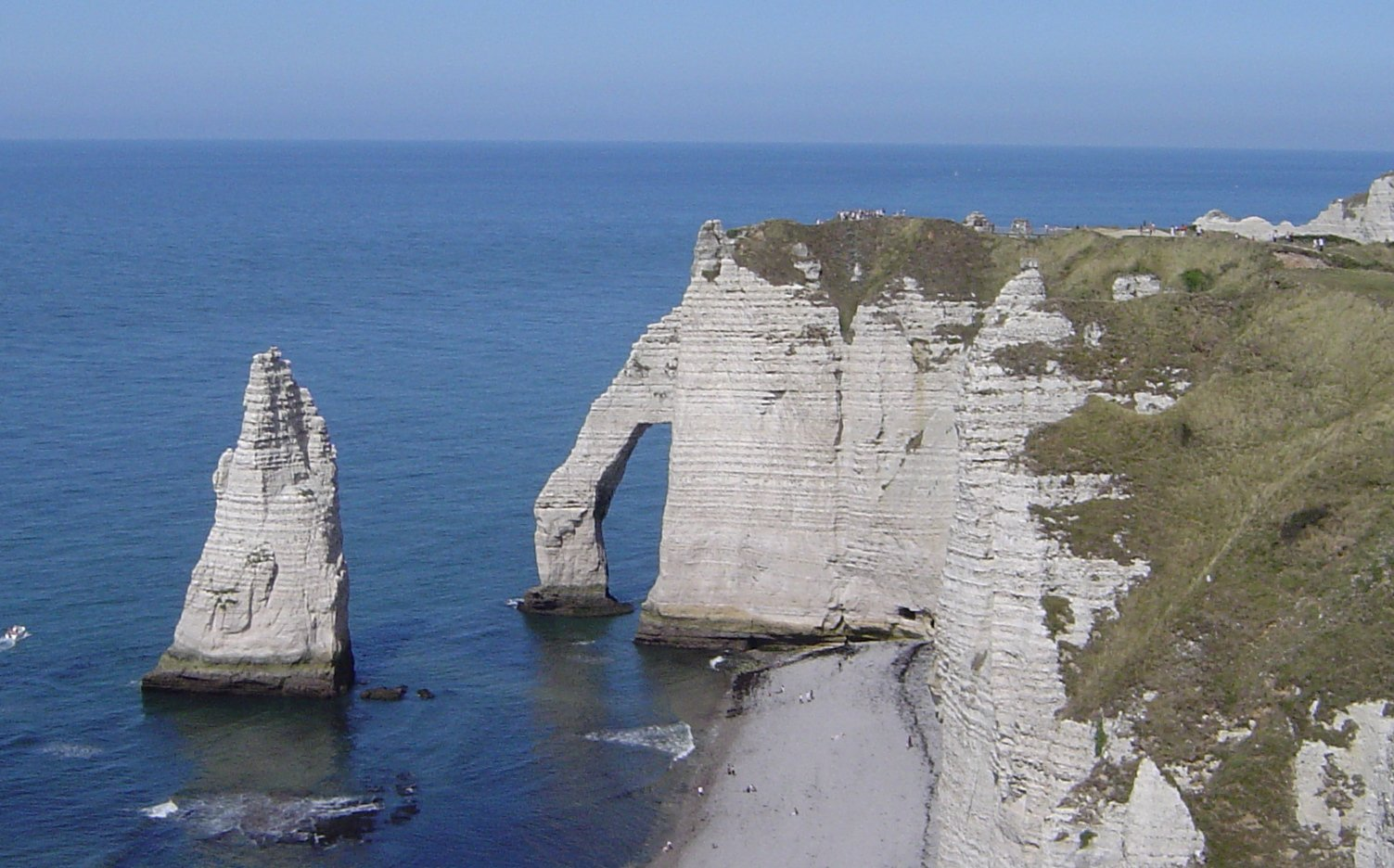
De kliffen van Étretat, Normandië.
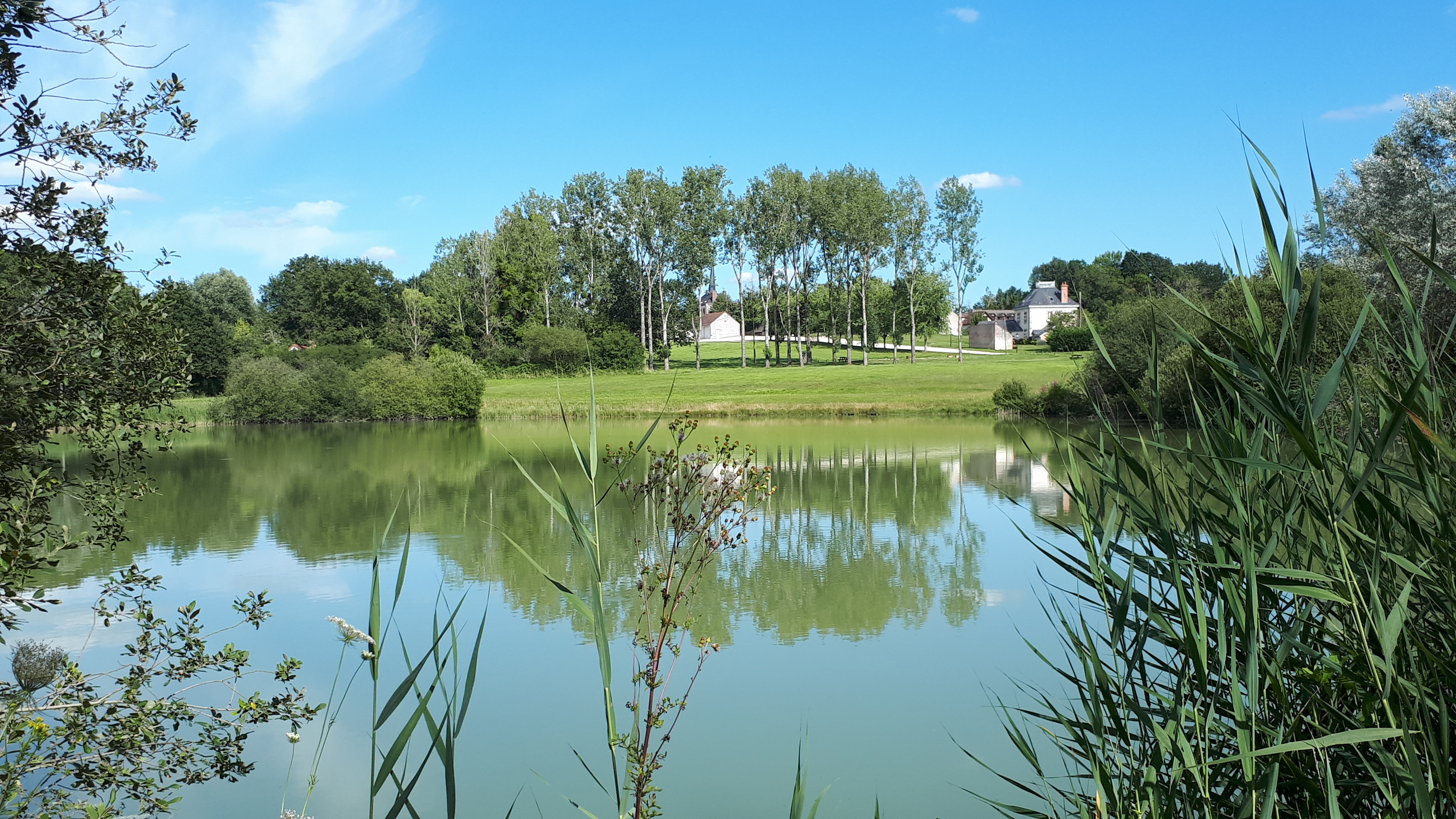
De vijvers en bossen van Sologne.
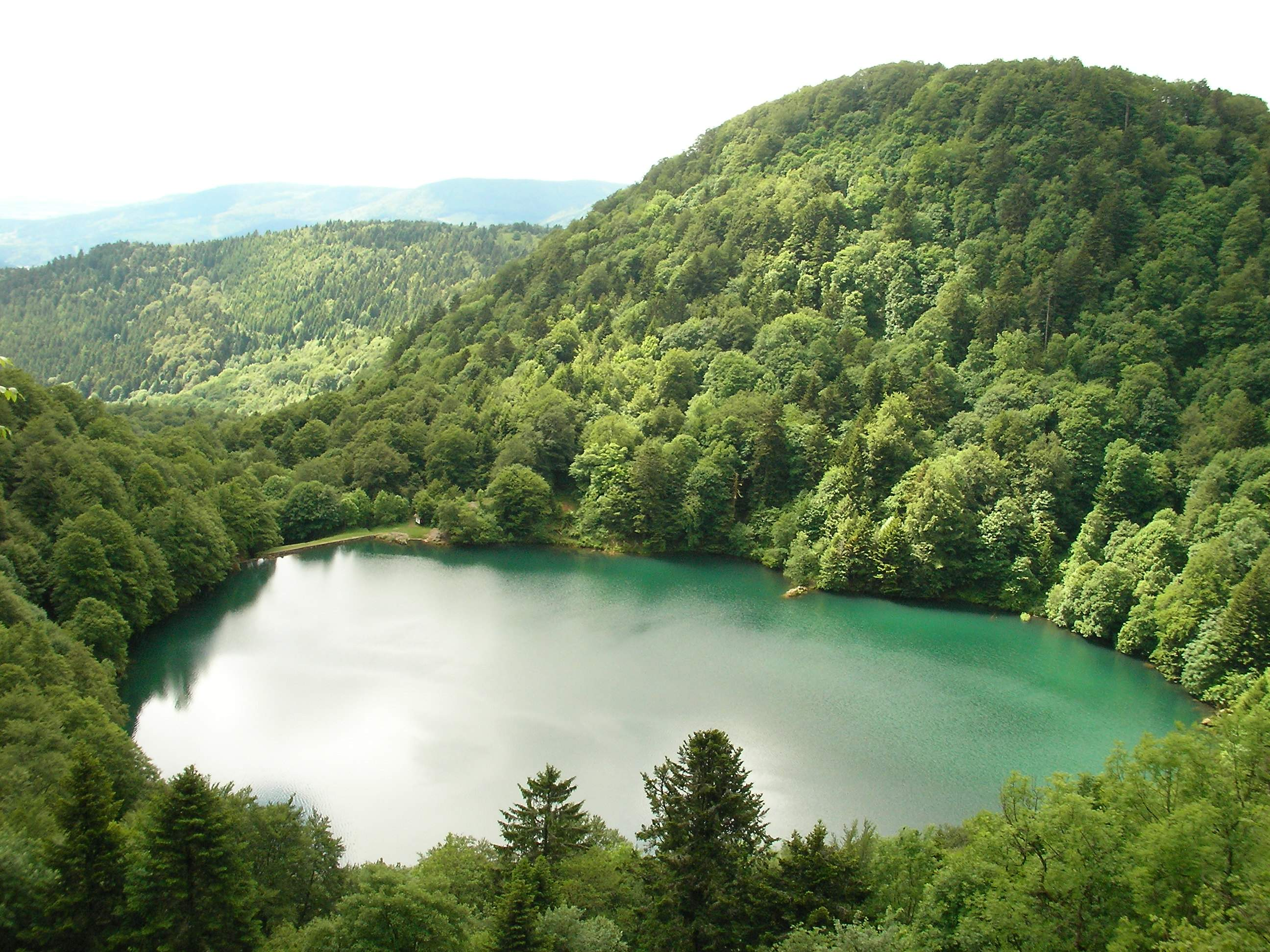
De Regionaal natuurpark Vosges du Nord, Elzas.
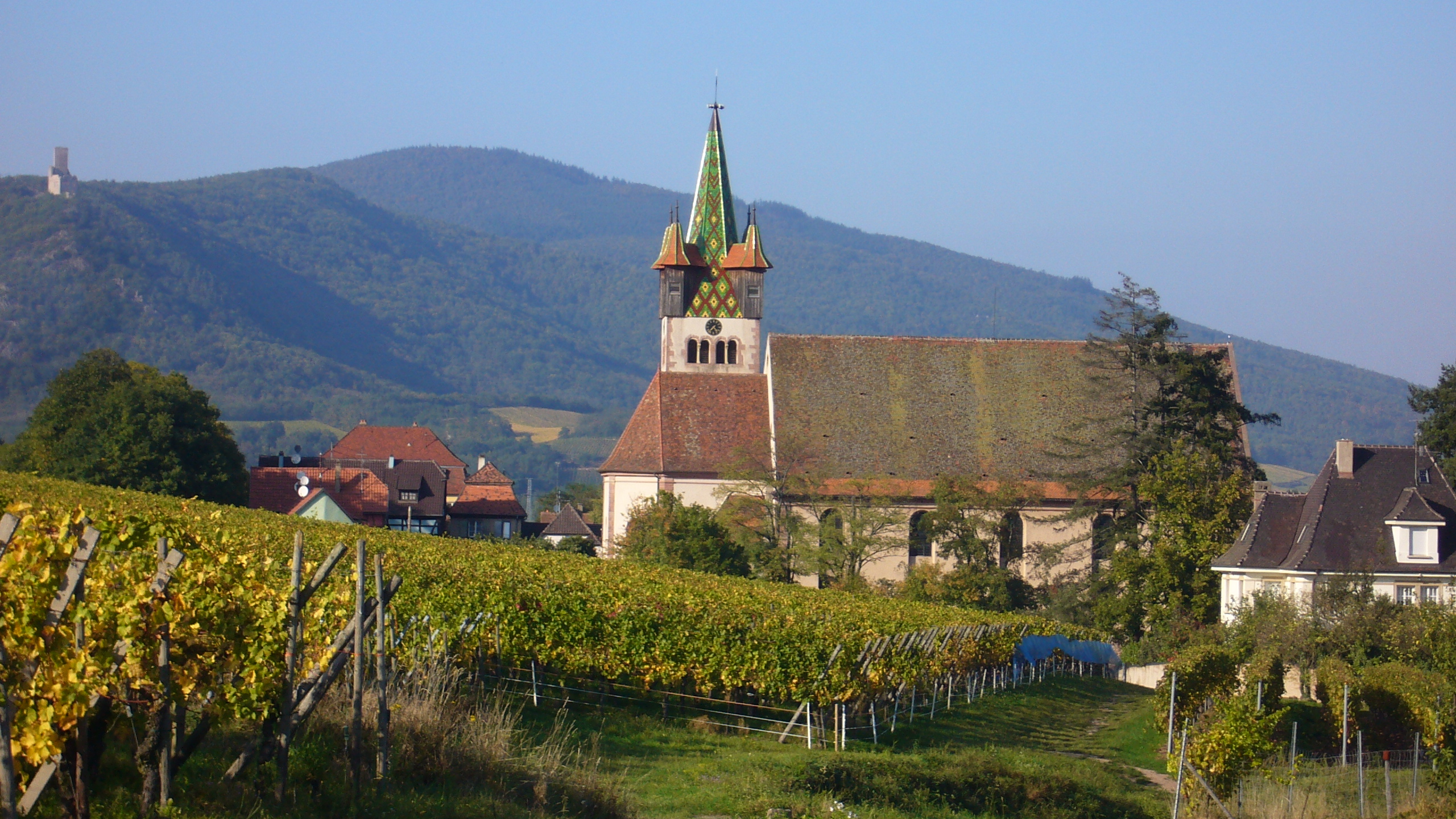
Châtenois, Elzas.
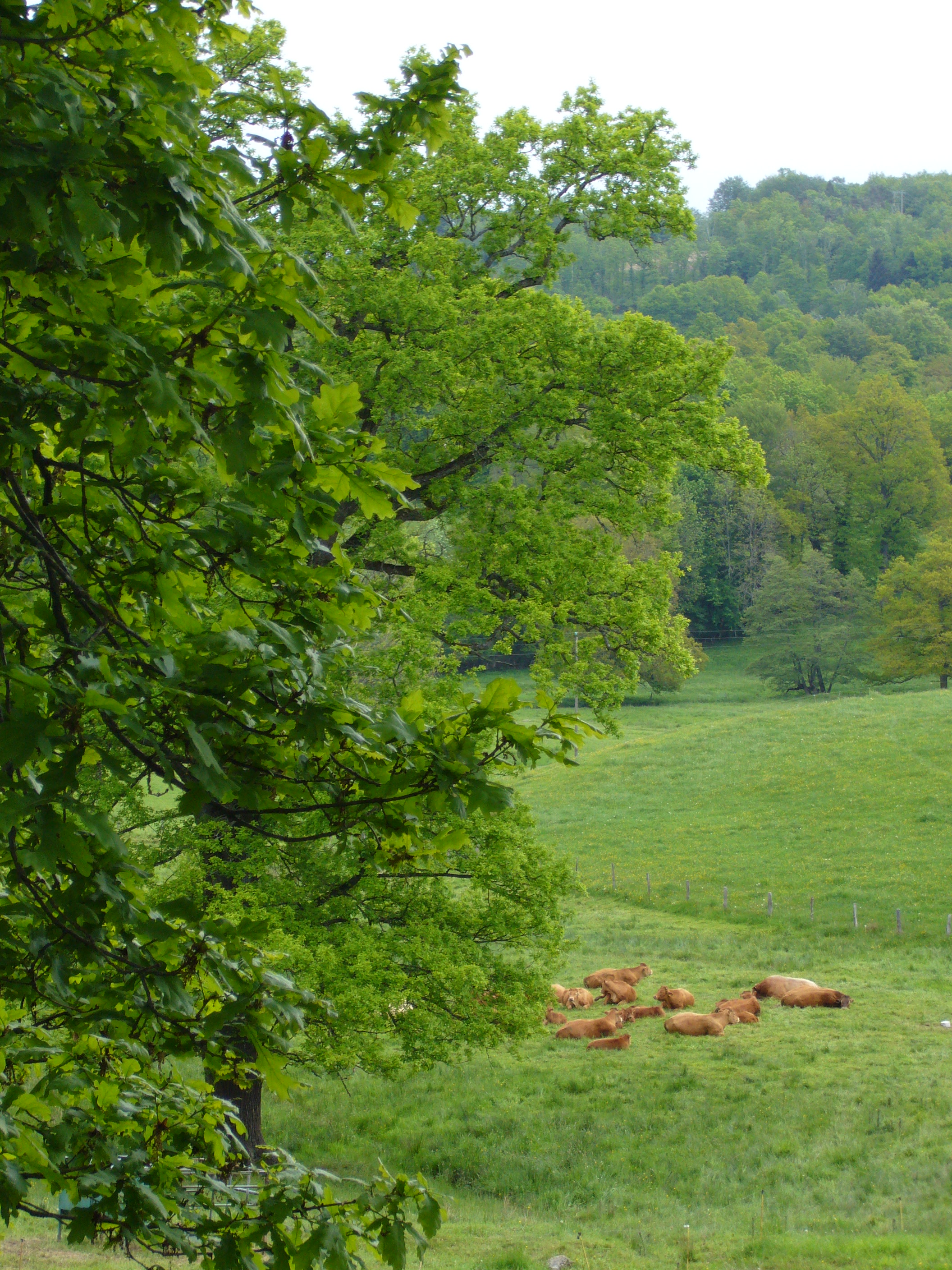
De natuurlijke weiden van Creuse.
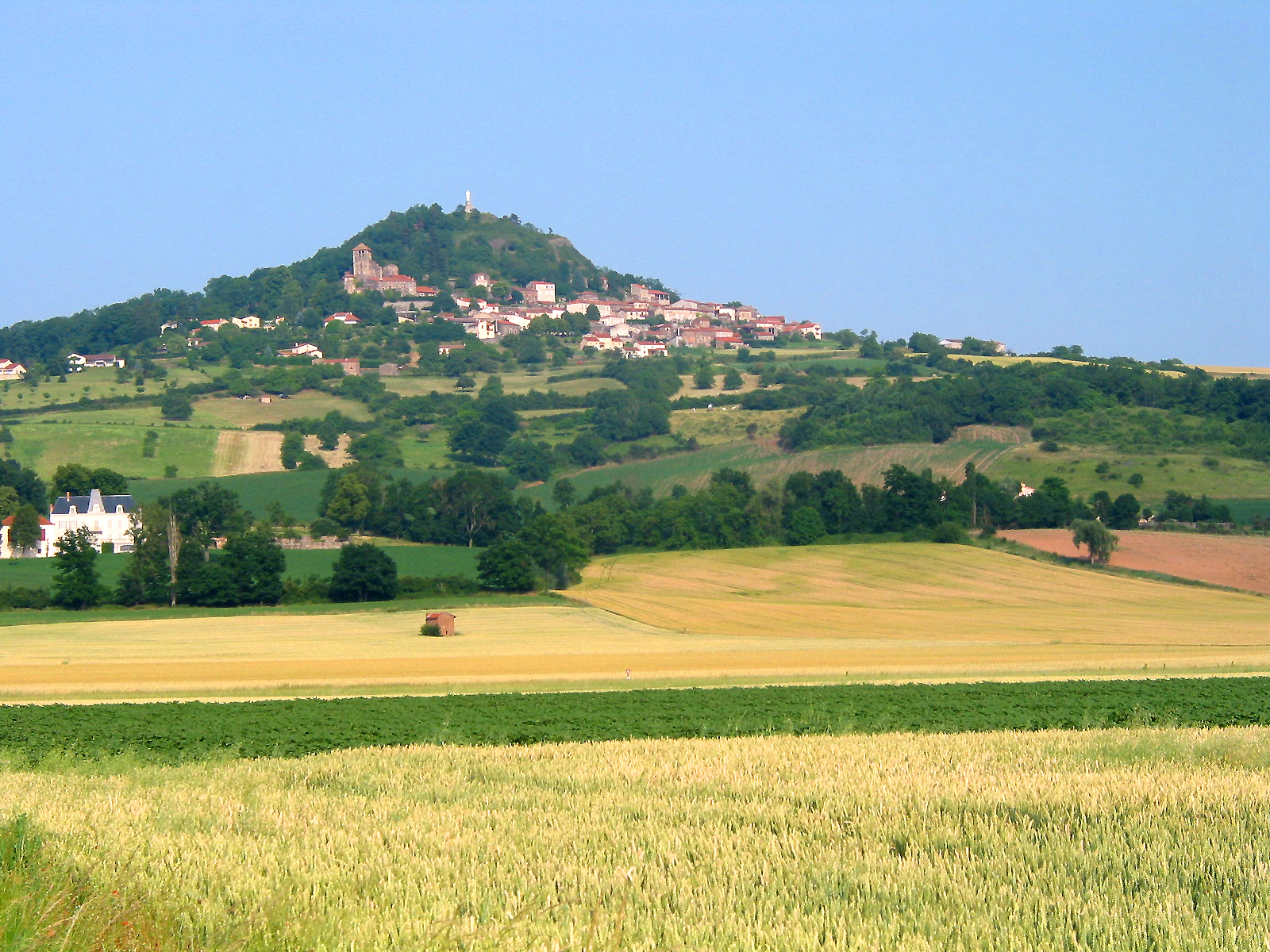
Usson, Centraal Massief.
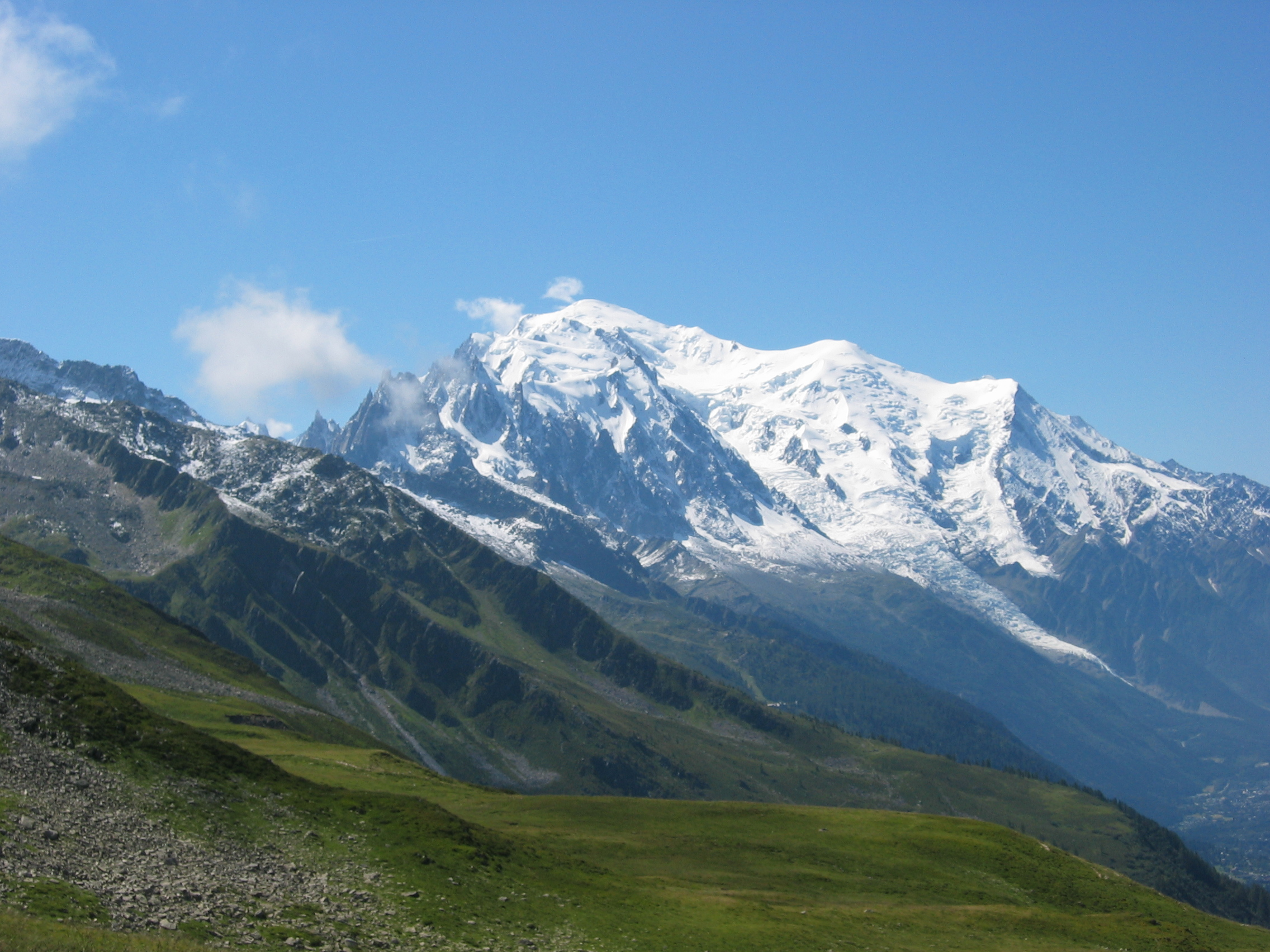
De Mont Blanc is het hoogste punt van de Alpen en van Frankrijk
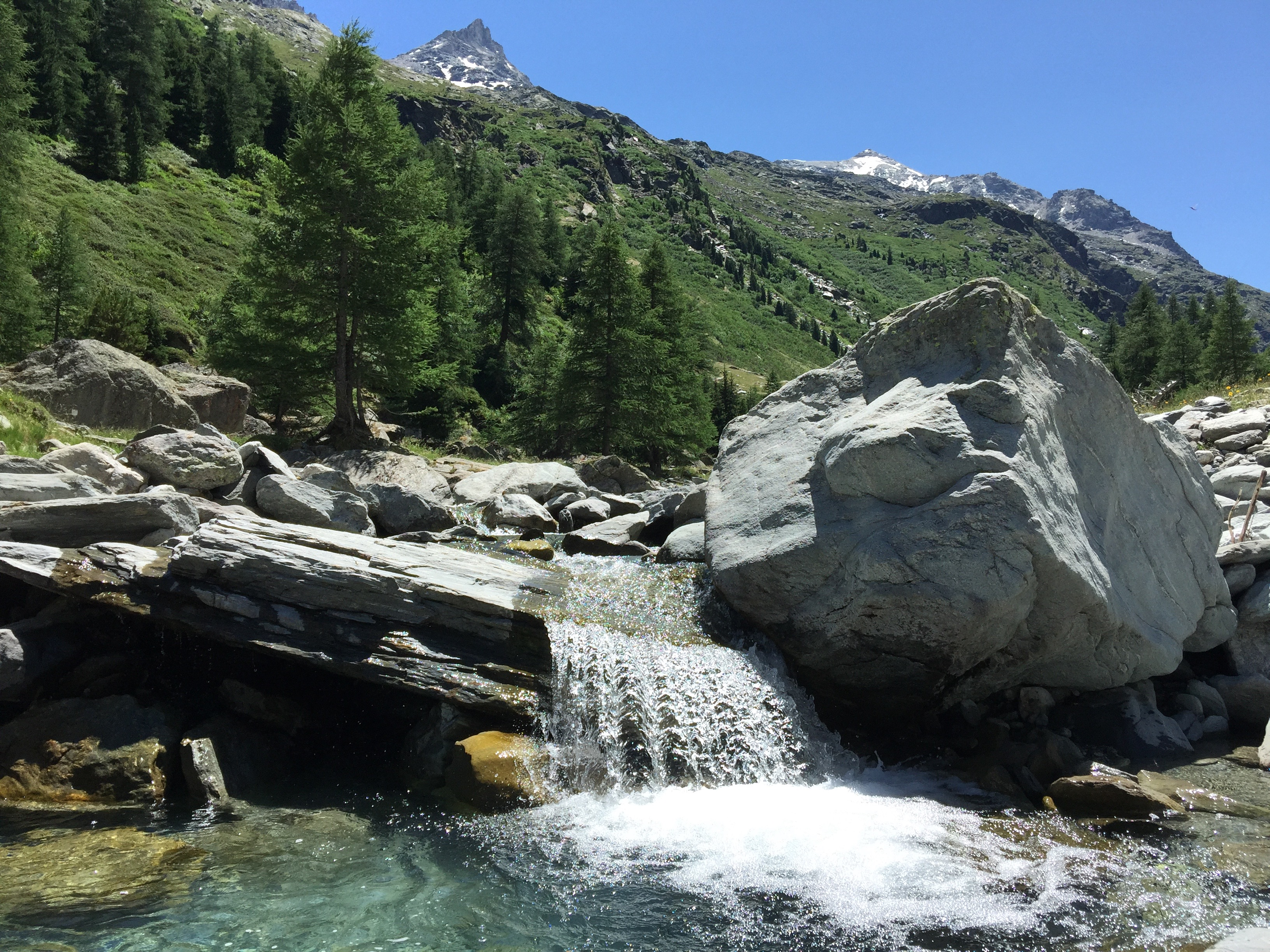
Hoge bergstroom in Haute-Maurienne.
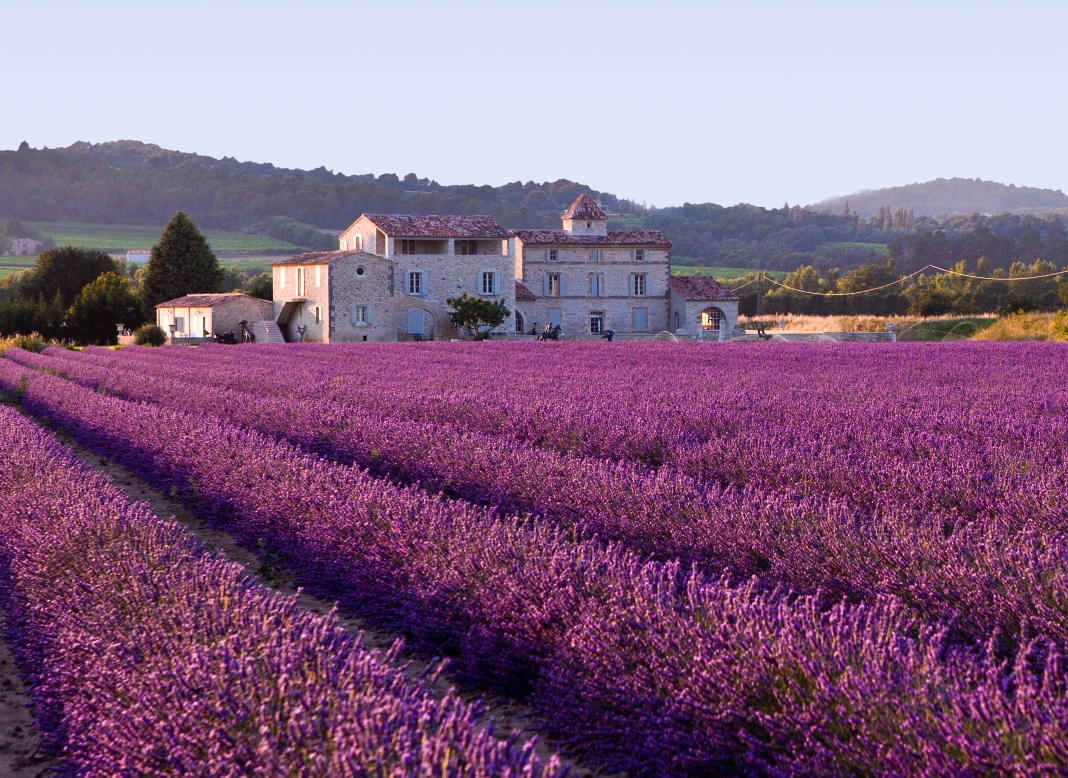
Lavendelveld in de Provence.
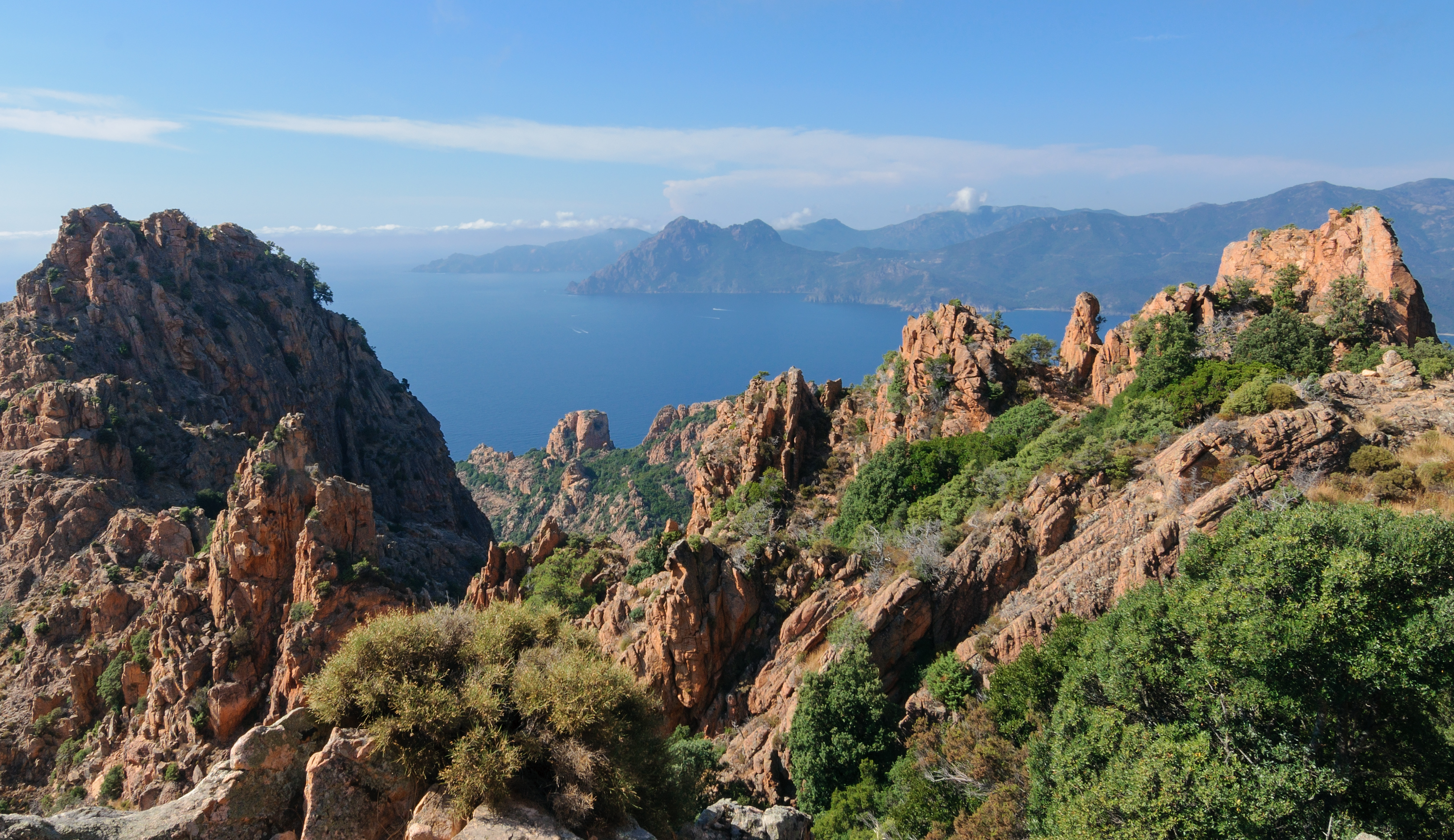
Piana, Corsica
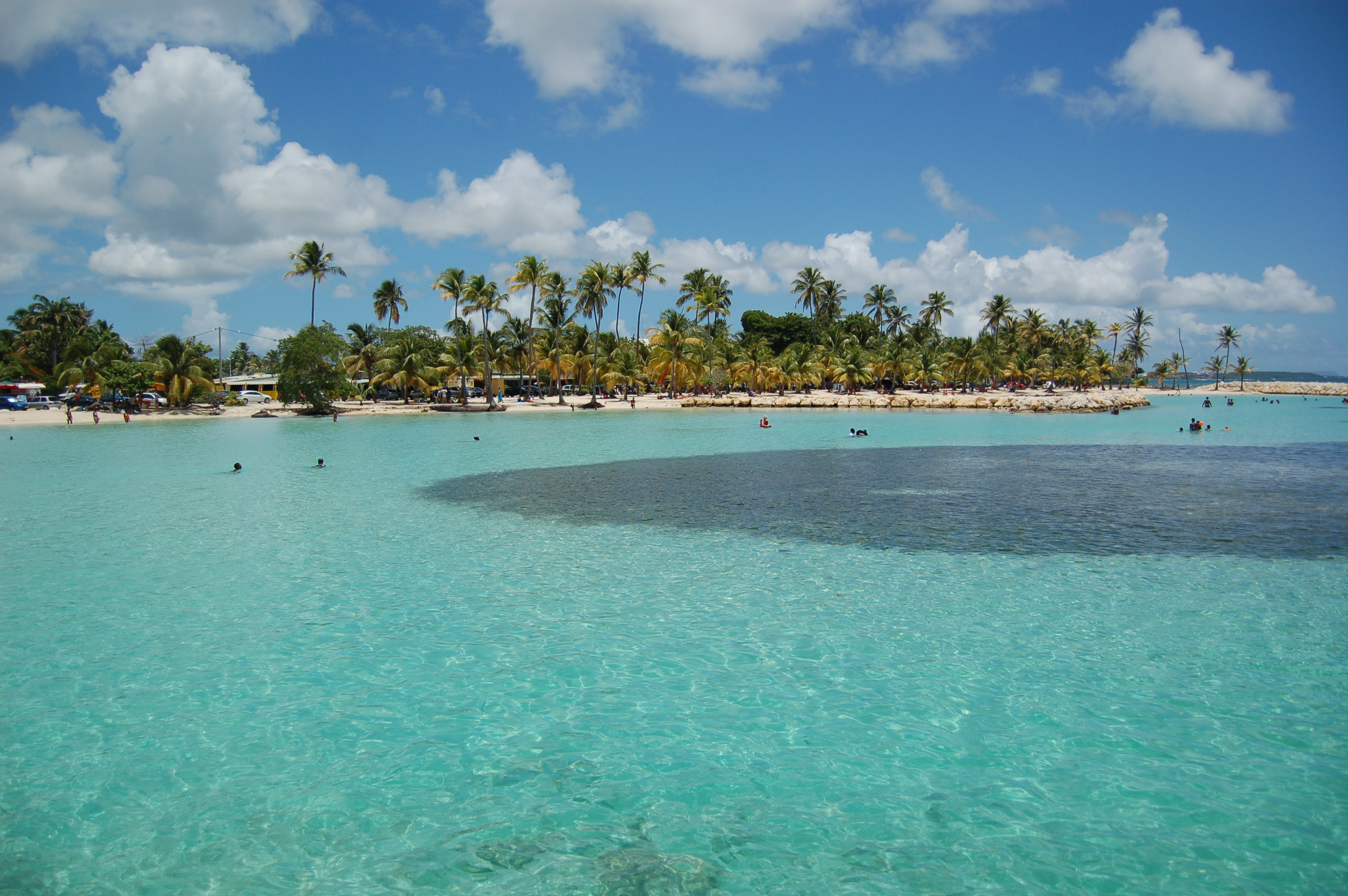
Het strand van Sainte-Anne in Guadeloupe.
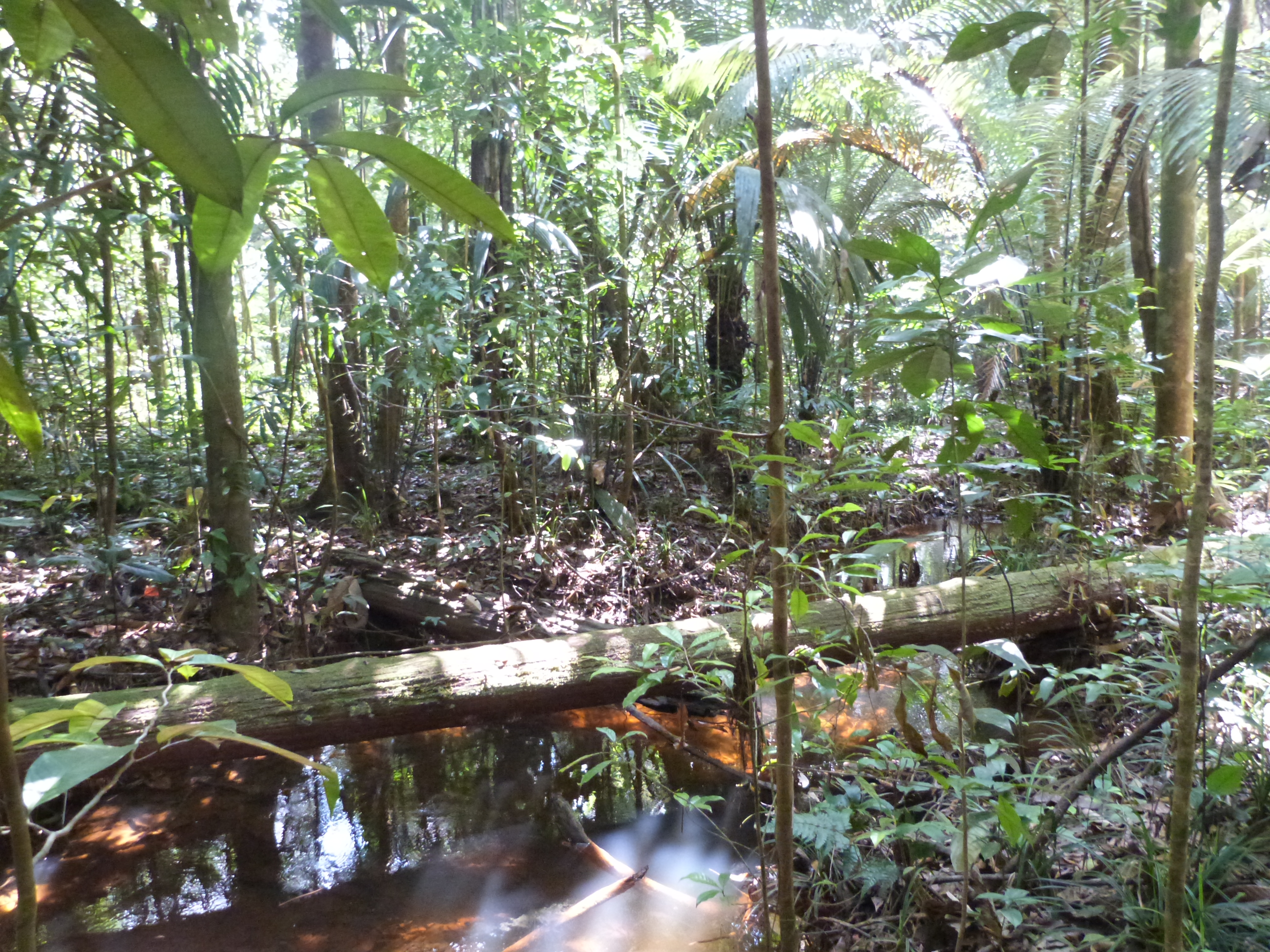
Amazoneregenwoud in Nationaal Park Guyana, Frans-Guyana.
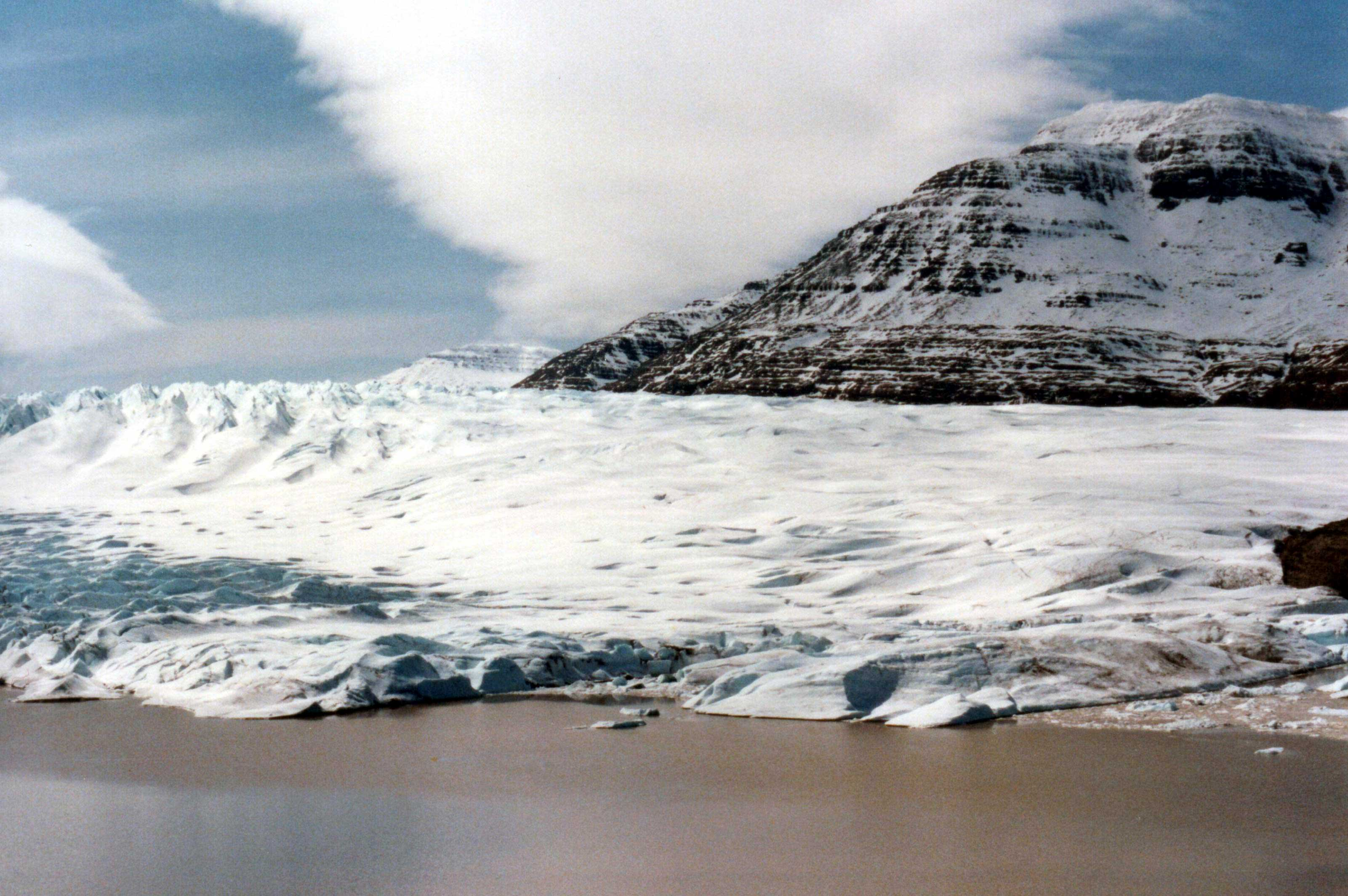
James Cook Gletsjer, Kerguelen.
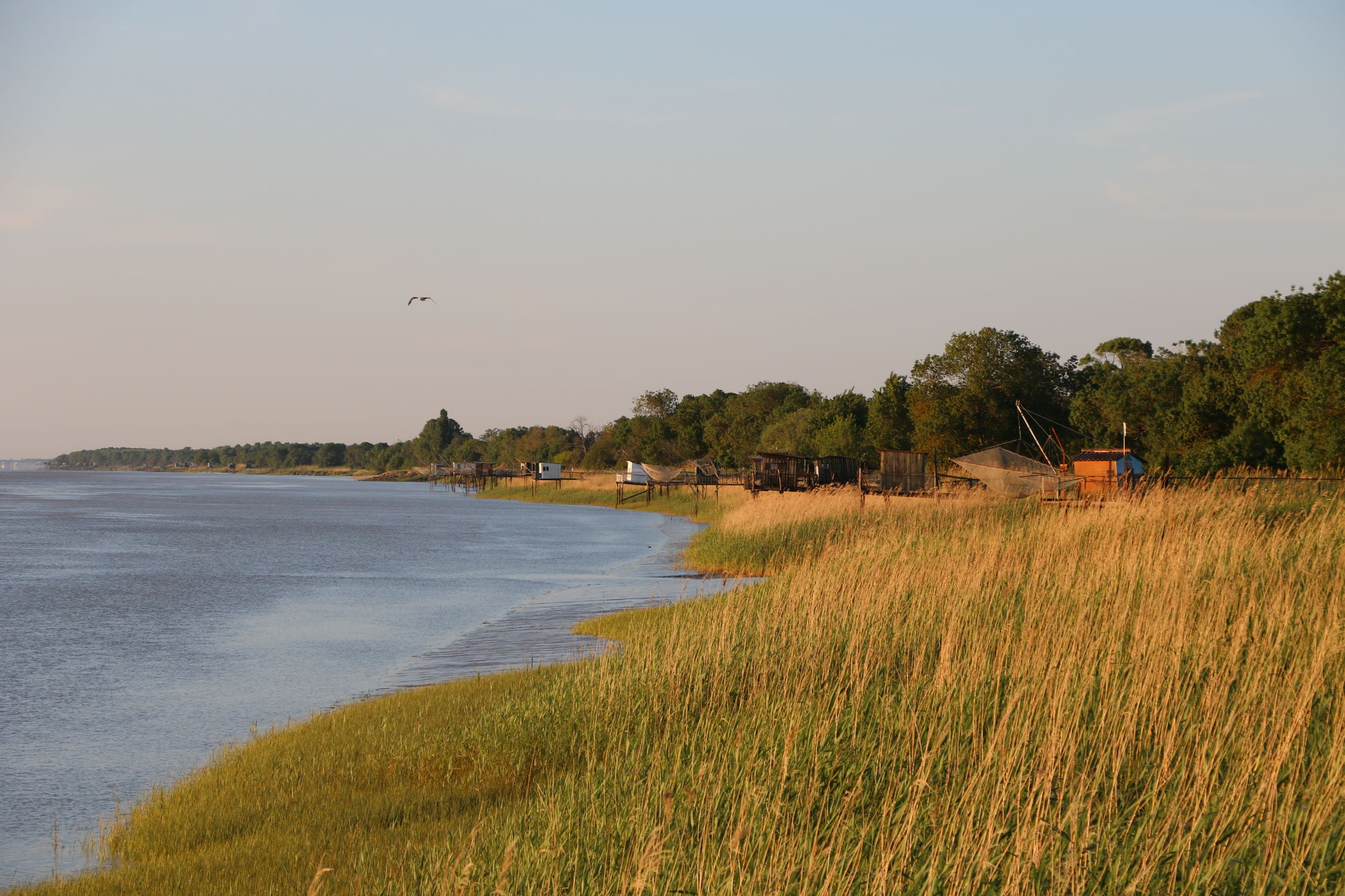
De Gironde is het grootste estuarium van West-Europa

### Steden
De grootste steden qua inwonertal (census 2013) zijn na Parijs respectievelijk Marseille, Lyon, Toulouse en Nice.
Onder de tien grootste Franse steden is Nice de enige die geen hoofdstad van een regio is. Reims, met circa 180.000 inwoners de 12e stad van het land, is de grootste gemeente die geen departementshoofdstad (préfecture) is.
Volgens de census van 2013 zijn de vijftien grootste Franse steden:
| Stad          | Inwoneraantal |
| ------------- | ------------- |
| Parijs        | 2.229.621     |
| Marseille     | 855.393       |
| Lyon          | 500.715       |
| Toulouse      | 458.298       |
| Nice          | 342.295       |
| Nantes        | 292.718       |
| Straatsburg   | 275.718       |
| Montpellier   | 272.084       |
| Bordeaux      | 243.626       |
| Rijsel        | 231.491       |
| Rennes        | 211.373       |
| Reims         | 182.592       |
| Le Havre      | 172.074       |
| Saint-Étienne | 172.023       |
| Toulon        | 163.760       |

## Bevolking

Bevolkingsdichtheid in Frankrijk per departement

Tegen het einde van de jaren 90 waren er veertig Franse steden die meer dan 100.000 inwoners hadden, maar slechts Parijs had er meer dan één miljoen. Ongeveer 75% van de bevolking woont in stedelijke gebieden. Daarom wordt er in Frankrijk verschil gemaakt tussen stedelijk gebied, en met name Parijs, en het platteland. Tot het eind van de Tweede Wereldoorlog was de bevolkingsgroei van Frankrijk een van de laagste van Europa, maar in naoorlogse decennia kwam daar verandering in.
Frankrijk heeft net als andere Europese landen door immigratie uit armere landen een grote etnische diversiteit gekregen. Een grote toevloed van Arabische en Afrikaanse immigranten heeft een groot effect gehad op diverse Franse steden, in het bijzonder Parijs en Marseille.

### Talen en etniciteiten

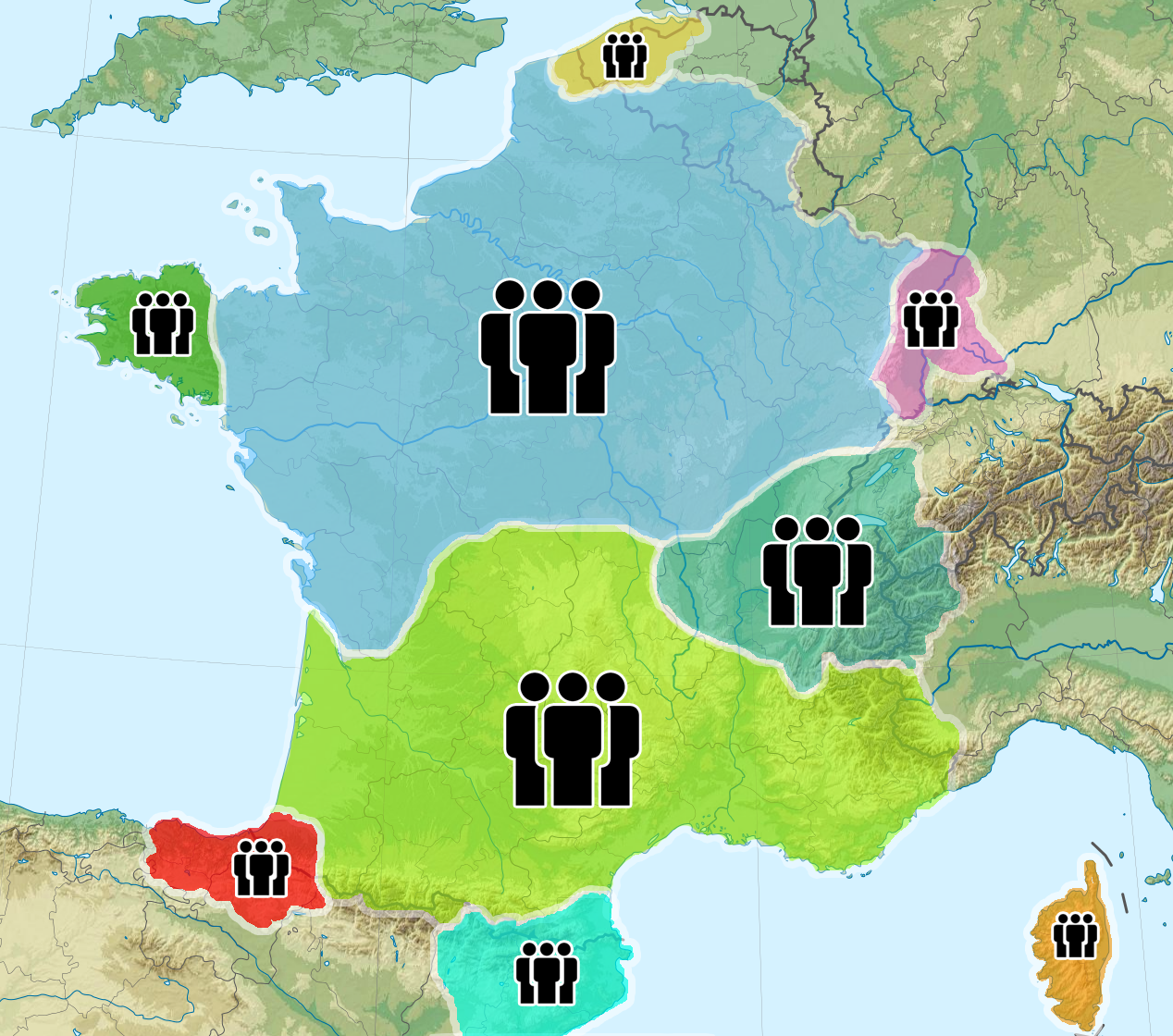
De autochtone etnische groepen van Frankrijk, die niet als zodanig erkend worden door het Frans staatsnationalisch model.

Vanuit het Île-de-France werden de regio’s vanaf de 15de eeuw in één staatkundig verband - niet zonder dwang en geweld - geharmoniseerd. In wezen was het de dominante etniciteit die zich tot nationaliteit ontwikkelde en vervolgens andere etniciteiten hun taal, het Frans (een dialect van de oïl-talen), oplegde. Dat moest leiden tot de ontwikkeling van één heterogene bevolking in Frankrijk. Het Frans is daarmee de nationale taal van Frankrijk, die gebruikt wordt voor bestuur en rechtspraak. Naast het Frans bestaan er in Frankrijk een aantal regionale talen en dialecten, maar het gebruik daarvan daalt.
Frankrijk heeft het Europees Handvest voor regionale talen of talen van minderheden op 7 mei 1999 ondertekend, maar nooit geratificeerd omdat deze volgens de Grondwettelijke Raad van Frankrijk (Conseil constitutionnel) in strijd is met het staatsnationalisch model van Frankrijk. Diverse maatschappelijke en politieke groeperingen hebben sindsdien gepleit voor wijziging van de grondwet om ratificatie van het Handvest mogelijk te maken. Er is echter een versoepeling opgetreden in het beleid ten aanzien van minderheidstalen, die wettelijk is vastgelegd in de wet-Toubon.
De etniciteiten bezitten het Frans staatsburgerschap en spreken de nationale taal, maar hebben eveneens een eigen taal. In het noorden van Frankrijk spreekt een klein aantal Fransen het Frans-Vlaams, dat eigenlijk een variant is van het West-Vlaams (en dus een Nederlands dialect). In het uiterste westen wordt het Bretons gesproken. In een groot zuidelijk deel van Frankrijk worden verschillende varianten van het Occitaans gesproken en in het zuidoosten spreekt men verschillende varianten van het Francoprovençaals (Arpitaans). Rond het gebied van de Pyreneeën spreekt men Catalaans (in het oostelijke deel) en het Baskisch (in het westelijke deel). Op het eiland Corsica wordt Corsicaans gesproken. In het oosten van Frankrijk worden ook Hoogduitse dialecten gesproken in de Elzas (Elzassisch) en voor een deel in Lotharingen. Op basis van de Jakobijnse ideologie worden deze talen vaak pejoratief "patois" (brabbeltaal) genoemd.

### Religie

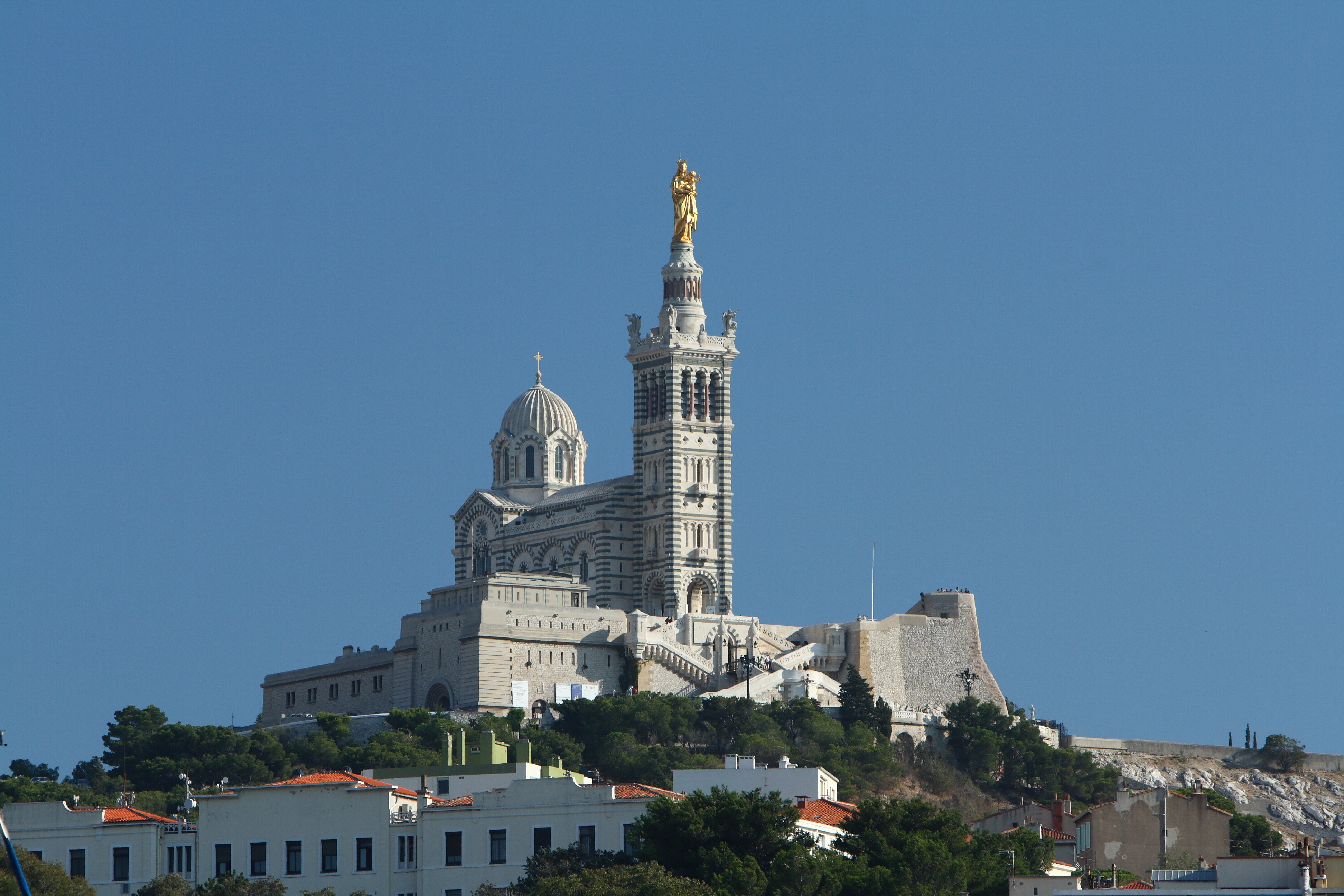
De Notre-Dame-de-la-Garde in Marseille: een meerderheid van de Fransen is katholiek

Het katholicisme is veruit de grootste godsdienst in Frankrijk, dat door 64% van de bevolking - volgens de website van de Franse Katholieke Kerk - wordt aangehangen (zie Katholieke Kerk in Frankrijk). Verder geeft deze website aan dat 5% daadwerkelijk regelmatig naar de kerk gaat en 50% van de bevolking niet regelmatig gaat, maar toch katholiek is. De op een na grootste groep zijn de niet-gelovigen met 27%.
Na de herroeping van het Edict van Nantes in 1685 door Lodewijk XIV was het katholicisme staatsgodsdienst.
Sinds de scheiding van Kerk en staat in 1905 heeft de staat geen enkele bemoeienis meer met de hiërarchie van de Kerk in Frankrijk. De Katholieke Kerk heeft in Frankrijk achttien kerkprovincies en in totaal 93 bisdommen.
Ongeveer 2% van de bevolking is protestants. Na de Bartholomeusnacht (1572) was de kracht van het protestantisme in Frankrijk gebroken (zie hugenoten). Door een wet van 1802 werden de protestantse kerken erkend.
Als gevolg van immigratie uit Azië, Turkije en Noord-Afrika in de 20e eeuw heeft Frankrijk daarnaast een grote moslimbevolking gekregen: drie tot vijf miljoen, ongeveer 10%. Verder zijn er nog joden, die de grootste joodse gemeenschap in Europa vormen, circa 483.500 (2010). Zo'n 284.000 daarvan wonen in Parijs.

## Politiek

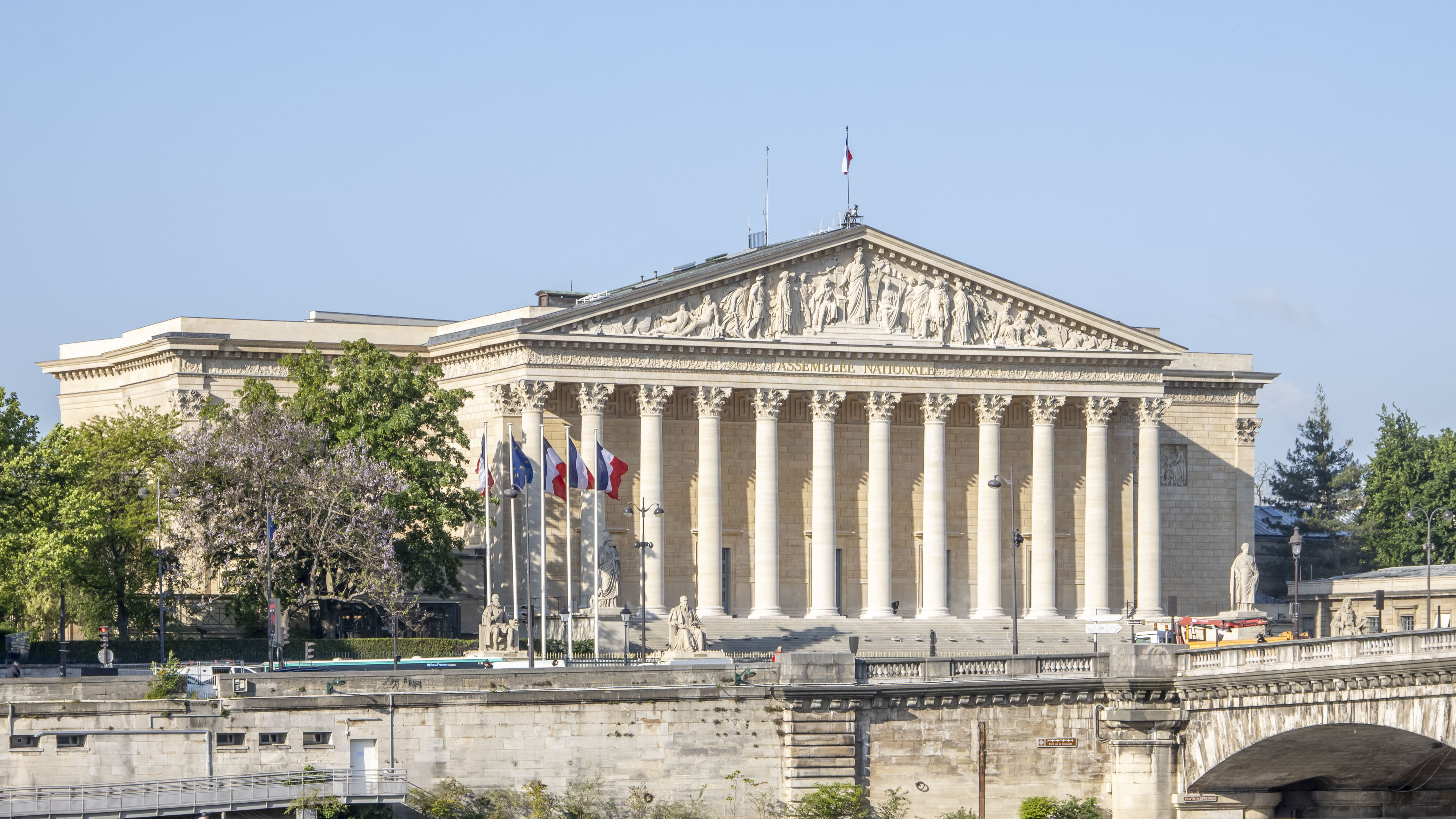
Het Palais Bourbon is de zetel van de Assemblée Nationale

### Bestuur
Frankrijk is een democratische republiek. De president van de Franse Republiek wordt sinds 2002 voor vijf jaar gekozen (voorheen was dat zeven jaar). De president heeft sinds de invoering van de Vijfde Republiek in 1958 veel macht vergeleken met andere westerse democratieën, omdat die regeringen kan benoemen en ontslaan, en de uitvoerende macht sterk staat tegenover de wetgevende macht. De president heeft geen vertrouwensvotum van het parlement nodig, want hij/zij wordt via landelijke verkiezingen direct gekozen en kan zonder zelf af te treden het parlement eenmaal voortijdig ontbinden en vervroegde parlementsverkiezingen uitschrijven.
De president heeft nog altijd, samen met de bisschop van het Catalaanse Urgell, het opperbestuur over Andorra. Uit dien hoofde draagt hij de uit de middeleeuwen daterende titel 'vorst (prince) van Andorra'.
De Franse volksvertegenwoordiging bestaat uit de Nationale Vergadering of Assemblée Nationale (577 zetels) en de Senaat.

### Bestuurlijke indeling

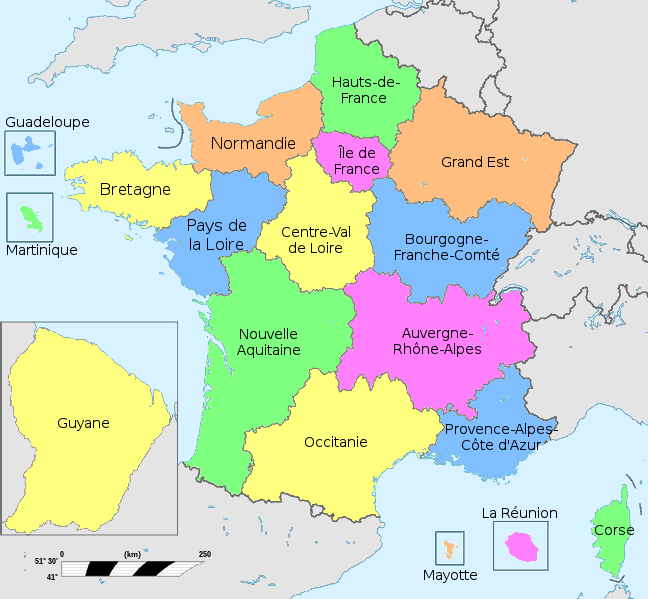
De regio's van Frankrijk (13 in Europa, 5 overzees)

Sinds 2016 is Frankrijk opgedeeld in 18 regio's (waarvan 13 in het Europese deel), die op hun beurt weer zijn onderverdeeld in (van het hoogste naar het laagste niveau):departementen, arrondissementen, kantons en gemeenten, waarvan Frankrijk er 36.796 telt.
Van de 101 administratieve departementen (circonscription départementale) hebben er 94 een bestuursfunctie (collectivité départementale), die hebben een verkozen departementsraad en oefenen eigen bevoegdheden uir. De Métropole de Lyon en de stad Parijs (die laatste met zowel de bevoegdheden van een departement als van een gemeente) horen niet meer bij een departement.
De gemeenten werken samen in intercommunales (intercommunalité) met van de gemeenten afgeleide bevoegdheden. De arrondissementen en de kantons zijn geen bestuurslagen.
Er zijn 5 overzeese departementen (départements d'outre-mer, DOM) die ook elk apart het statuut van een regio hebben: Frans-Guyana, Guadeloupe, Martinique, Mayotte en Réunion (deze zijn — op Mayotte na — alle afgebeeld op de achterkant van de eurobankbiljetten, onderaan links naast de Canarische Eilanden).
Ook andere overzeese gebieden maken deel uit van Frankrijk: Clipperton, Saint-Barthélemy, Saint-Pierre en Miquelon en Sint-Maarten in Noord-Amerika, de Franse Zuidelijke en Antarctische Gebieden in de Indische Oceaan en Frans-Polynesië, Nieuw-Caledonië en Wallis en Futuna in Oceanië. Deze afhankelijke gebieden hebben verschillende officiële statuten en een verschillende hoeveelheid eigen bevoegdheden. De 5 overzeese departementen en Sint-Maarten maken deel uit van de Europese Unie. De andere Franse overzeese gebieden echter niet.

### Defensie
De Franse strijdkrachten hebben een zeer lange geschiedenis met grote invloed op de wereldgeschiedenis. Zij omvatten een landmacht, een marine, een luchtmacht en een militair politiekorps. De Franse president is de opperbevelhebber van de strijdkrachten. De belangrijkste doelstellingen zijn de verdediging van het Franse territorium, de bescherming van de Franse belangen en de bewaring van mondiale stabiliteit.
Met 779.450 manschappen in 2006 (259.050 permanent, 419.000 reservisten en 101.400 bij de Rijkswacht), heeft Frankrijk de op een na grootste strijdmacht van Europa (na Duitsland) en 20e van de wereld. Ze beschikt ook over het op twee na grootste budget en heeft de op twee na grootste nucleaire strijdmacht, na de Verenigde Staten en Rusland.
Ook beschikt Frankrijk over het Frans Vreemdelingenlegioen, waarin voornamelijk buitenlanders worden opgenomen. Het vreemdelingenlegioen werd in 1831 onder Lodewijk Filips I van Frankrijk opgericht en heeft ongeveer 5600 soldaten, 1741 onderofficieren en 413 officieren.
Toenmalig president Sarkozy kondigde in 2008 aan dat het Franse leger kleiner en mobieler moet worden en met beter materieel uitgerust dient te zijn voor de strijd tegen het terrorisme.

## Cultuur

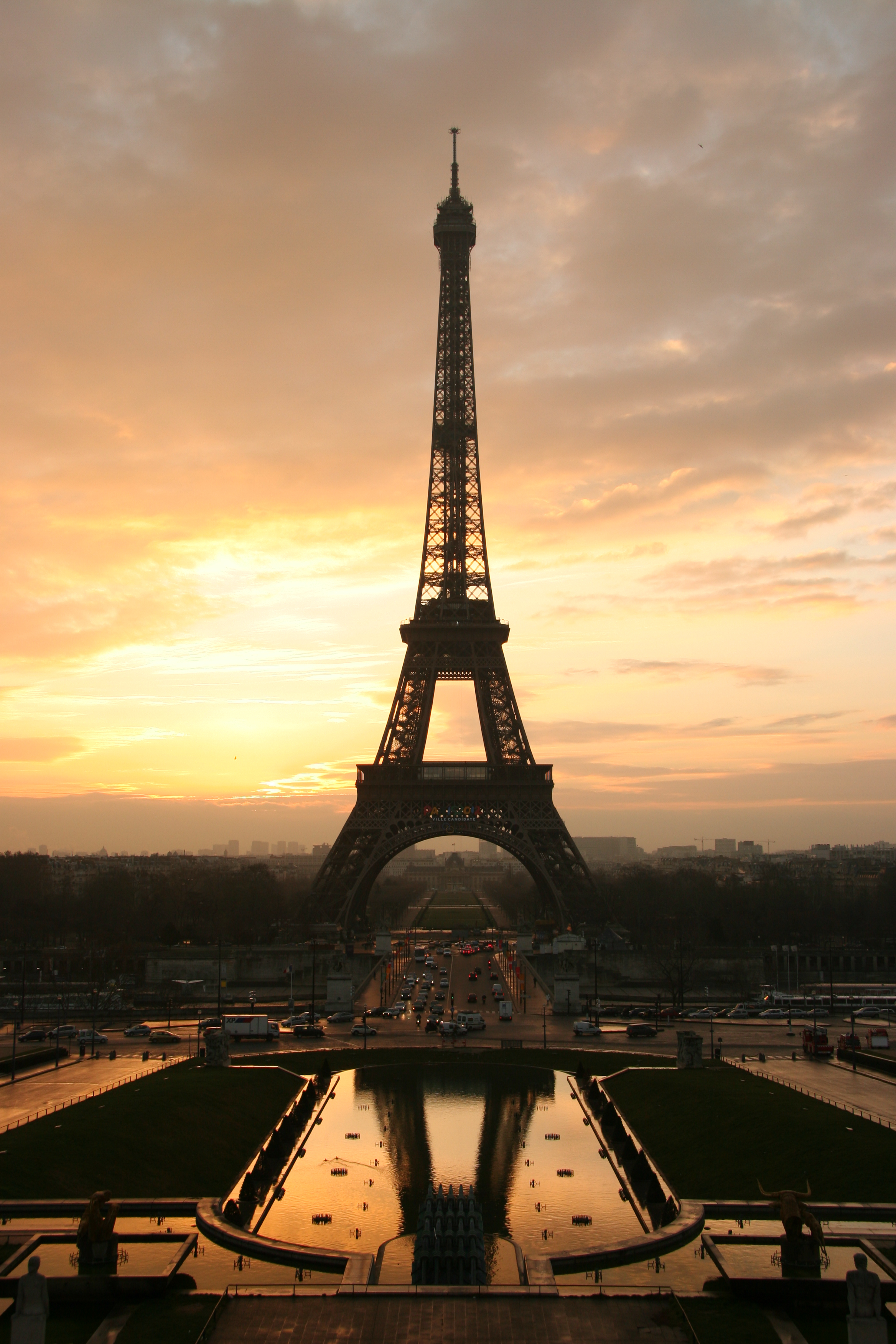
De Eiffeltoren is een symbool van zowel Parijs als heel Frankrijk

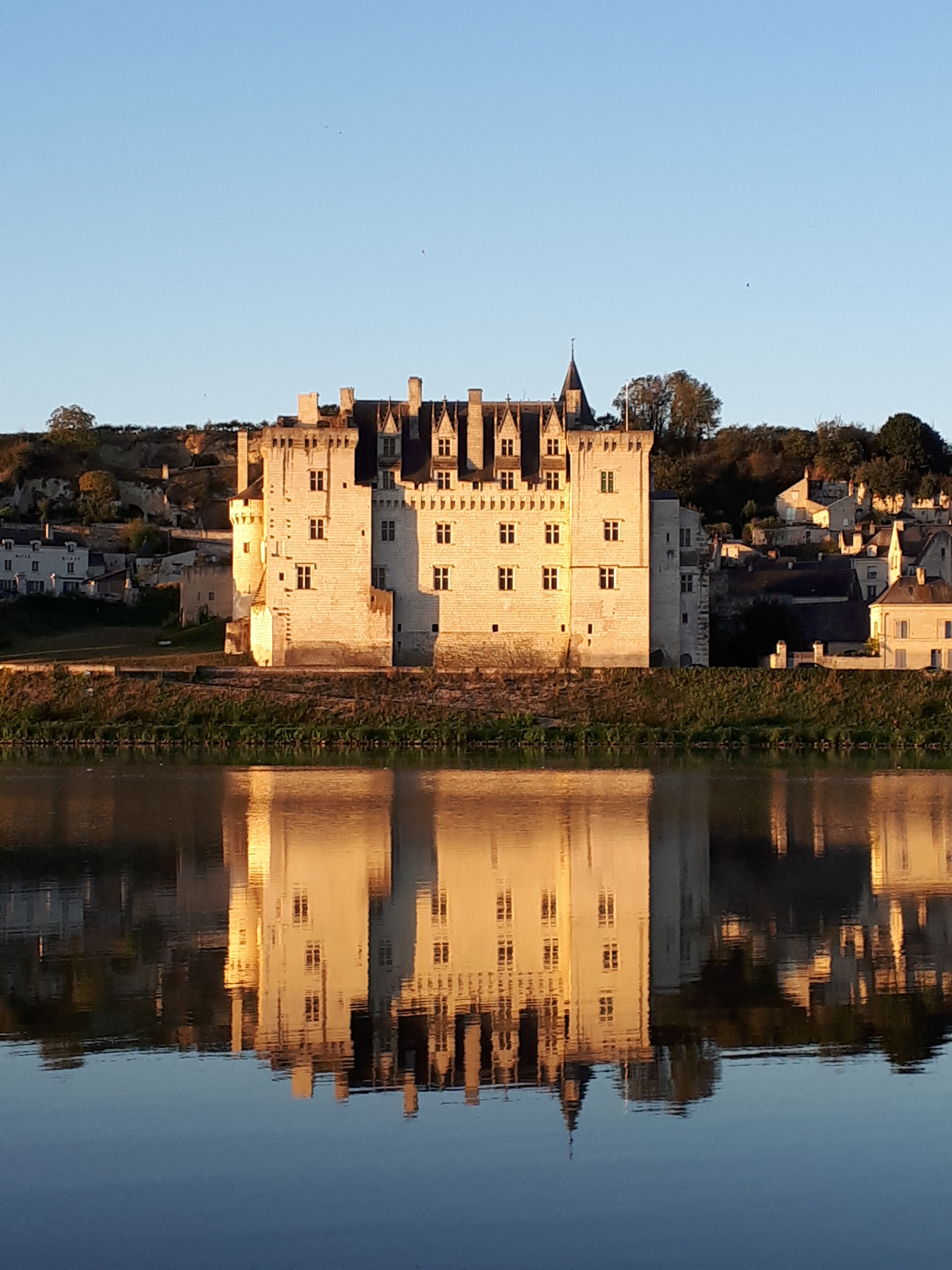
Het Kasteel van Montsoreau is het enige kasteel van de Loire gebouwd in de bedding van de Loire.

De Franse cultuur doet zich gelden in de literatuur, architectuur, muziek, film, toneel en beeldende kunst. Er zijn veel schouwburgen, musea en bioscopen. Er worden diverse landelijke en plaatselijke evenementen gehouden, evenals lokale en landelijke officiële feestdagen zoals de Franse nationale feestdag op 14 juli.
Het propageren van de Franse taal en cultuur in het land zelf en in de wereld is een serieuze staatszaak. Het Institut de France heeft een coördinerende taak voor alle culturele en wetenschappelijke activiteiten. Een van de onderdelen van dit instituut is de Académie française, die sinds 1635 officieel waakt over de zuiverheid van de Franse taal. De 40 leden van dit gezelschap worden 'onsterfelijken' genoemd, en hun benoeming door coöptatie heeft goedkeuring nodig van de President van de Republiek. Eens in de twee of drie jaar wordt er ergens in de Franstalige wereld een Sommet de la Francophonie gehouden, waarbij vaak de president zelf acte de présence geeft. Het begrip 'Franstalige wereld' wordt hierbij ruim uitgelegd; zo werd de conferentie in 2002 in Roemenië gehouden en in 1997 in Vietnam.
Daarnaast zijn er Radio France Internationale, het televisiekanaal TV5 Monde en de satellietnieuwszender France 24. In Amsterdam is daarnaast het Maison Descartes gevestigd, dat de Franse cultuur propageert naar het Nederlandse publiek. In Frankrijk zelf wordt de eigen cultuur onder andere belicht in een aantal van de musea die het land rijk is.
De wisselwerking tussen cultuur en politiek wordt in Frankrijk vanzelfsprekender gevonden dan in bijvoorbeeld Nederland. Intellectuelen zijn sinds circa 1900 opgekomen als een serieus genomen maatschappelijke groepering; voor hen geldt meer dan in Nederland dat ze in het publieke debat persoonlijk moreel gezag genieten. Toen in 1949 de toneelschrijver en draaideurcrimineel Jean Genet levenslang dreigde te krijgen, werd hem gratie verleend dankzij een petitie aan de president van een groot aantal prominente kunstenaars en schrijvers, op initiatief van Jean Cocteau. Ook wees president De Gaulle de suggestie af dat Jean-Paul Sartre gearresteerd moest worden wegens zijn protest tegen de oorlog in Algerije met het argument: 'Voltaire arresteer je niet'. Intellectuelen kunnen gesprekspartners van gekozen machthebbers zijn, tot de president toe. Als een prominente schrijver of kunstenaar overlijdt, is het gebruikelijk dat het staatshoofd daar publiekelijk commentaar op levert; politici zouden hun prestige ondermijnen als zij zich onwetend of onverschillig zouden tonen ten aanzien van kunst en cultuur. Het geeft aanzien om een boek geschreven te hebben, over politiek, over geschiedenis of zelfs met literaire pretenties. Toen Jacques Attali, een gunsteling van president Mitterrand in 1990 benoemd werd tot president van de Europese Bank voor Wederopbouw en Ontwikkeling, meende hij zich daar te kunnen profileren als schrijver/filosoof, meer dan als financieel expert.

### Gastronomie
De Franse keuken is bekend en geliefd en draagt bij aan het zelfbeeld van de Fransen. Er zijn diverse streekgerechten. Franse gerechten zijn o.a. bouillabaisse en cassoulet. De Franse wijn (uit verschillende wijnstreken) en Franse kaas (wel 400 soorten) zijn erg bekend. Sinds 2011 wordt jaarlijks een Fête de la Gastronomie georganiseerd.

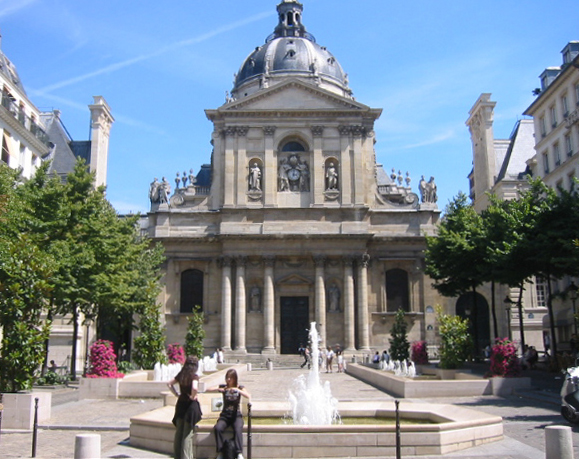
De Sorbonne-universiteit in Parijs

### Wetenschap en onderwijs
Het Institut de recherche pour le développement (IRD) is een Frans onderzoeksinstituut dat onderzoek verricht en wetenschappelijke programma's aanstuurt met betrekking tot de relatie tussen de mens en zijn omgeving.
Verplicht onderwijs is er voor kinderen van 6 tot 16 jaar. Dit bestaat uit het basisonderwijs (école élémentaire) en voortgezet onderwijs (collège). Tot het 15e jaar daarna nog minstens één jaar naar school in het algemeen vormend technisch of beroepsonderwijs. Daarna volgt hoger onderwijs. Vooral de 'Grandes Écoles', een soort super-universiteiten, zijn competitief van aard; deze zijn in de napoleontische tijd ingesteld met de uitdrukkelijke bedoeling een bestuurlijke elite te creëren.
Er zijn universiteiten in onder andere Parijs, Nantes, Lyon, Toulouse, Marseille, Bordeaux, Rijsel (Frans: Lille), Montpellier, Straatsburg, Rennes, Grenoble en Nancy. Onderwijs in Frankrijk begint bij het kleuteronderwijs (écoles maternelles).

### Media

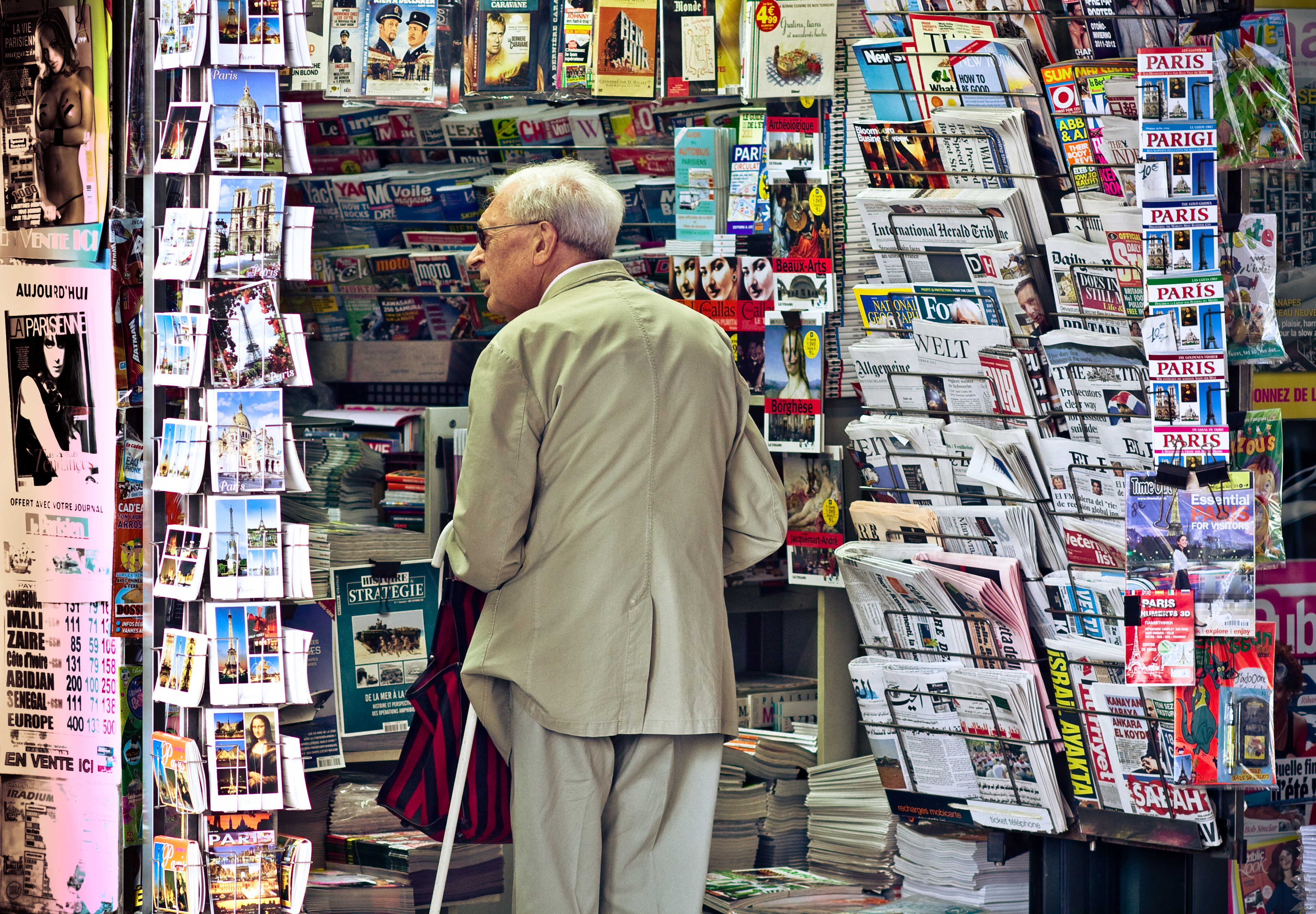
Een kranten- en bladenkiosk in Parijs

Televisie in Frankrijk wordt gekenmerkt door een sterk aanwezige publieke omroep, die in handen is van staatsbedrijf France Télévisions. De bekendste zenders zijn France 2 en France 3. De bekendste commerciële zender van het land is TF1. Publieke radiozenders vallen onder Radio France. De bekendste zenders zijn France Inter en France Info. Daarnaast kent het land een aantal commerciële zenders. Tot 1981 gold er in het land een officieel staatsmonopolie op radio. Voor commerciële zenders was het tijdens dat monopolie alleen mogelijk om uit te zenden indien de zendinstallatie buiten het land stond. Deze zenders zijn de zogenaamde radios périphériques. Voorbeelden hiervan waren Radio Luxembourg (later RTL), Radio Monte Carlo (RMC), Europe 1 en het verdwenen Radio Andorra.
Vergeleken met andere ontwikkelde landen, besteden de Fransen maar weinig tijd aan het lezen van kranten. Dit is vooral toe te schrijven aan de populariteit van de omroepen. De best verkopende landelijke dagbladen zijn Le Monde (centrumlinks), Libération (links) en Le Figaro (rechts) met circa 300.000 exemplaren per dag en L'Équipe, met voornamelijk sportverslaggeving. Het landelijke dagblad France Soir, opgericht in 1944, moest in december 2011 de papieren editie definitief opgeven. In juli 2012 kwam er een doorstart met een uitsluitend digitale editie. De laatste jaren is er een doorbraak van gratis kranten: Metro, 20 Minutes en Direct Plus met een oplage van 650.000 exemplaren. Het grootste bereik heeft het regionale dagelijkse Ouest France met meer dan 750.000 exemplaren. Circa 50 andere regionale kranten hebben ook hoge verkoopcijfers. De sector weekbladen is sterk en divers, met meer dan 400 weekbladen verspreid over het land en bekende titels als Le Nouvel Observateur, Paris Match en L'Express. Een bijzondere plek in het medialandschap wordt ingenomen door de satirische politieke weekbladen Le canard enchainé en Charlie Hebdo. Agence France-Presse (AFP) is een van de grootste persagentschappen ter wereld.

### Sport
Frankrijk is op het gebied van wielrennen, voetbal, rugby en petanque (in Nederland bekend als 'jeu de boules') een gerenommeerd land. Bekende sportwedstrijden zijn het tennistoernooi Roland Garros, de wielerronde Tour de France en wielerklassieker Parijs-Roubaix.
Frankrijk is tevens het thuishonk van parkour en horseball, twee sporten met een toenemende populariteit.

## Economie

### Grondvesten

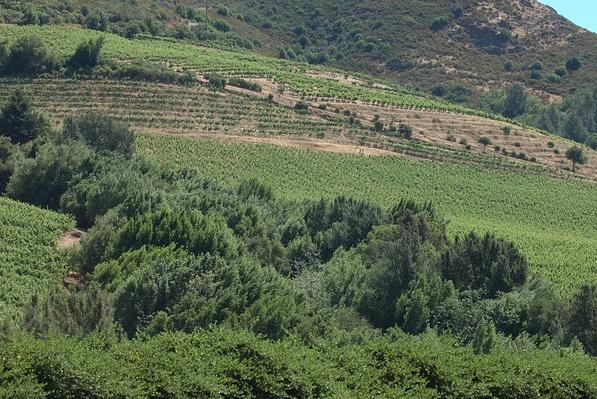
De wijnindustrie is van oudsher een belangrijke industrie in Frankrijk

Frankrijk is een van de belangrijkste economische mogendheden van de wereld en is de initiatiefnemer van de G7, een intergouvernementeel forum van rijke industrielanden. De landbouw speelt een grotere rol dan in de economieën van de meeste andere industrielanden, wat gedeeltelijk te verklaren is uit de betrekkelijk lage bevolkingsdichtheid en uit het belang dat aan het platteland wordt toegekend voor de nationale identiteit. Een groot deel van de waarde van totale landbouwexport komt uit vee voort (vooral rundvee, varkens, gevogelte en schapen). De bergstreken en Noordwest-Frankrijk zijn de belangrijkste veegebieden. De belangrijke gewassen van het land zijn tarwe, suikerbieten, graan, gerst en aardappels. In het noordwesten is het ideaal om vroeg in het jaar groenten te kweken, vanwege het zachte klimaat. De grond in het Centraal Massief is minder vruchtbaar. Fruitteelt is belangrijk in het zuiden. Frankrijk is een van de belangrijkste producenten van wijn in de wereld. De bekendste wijngaarden zijn in Bourgondië, Champagne, de valleien van de Rhône en van de Loire en het gebied van Bordeaux. De centra van de wijnhandel zijn Bordeaux, Reims, Dijon en Cognac.

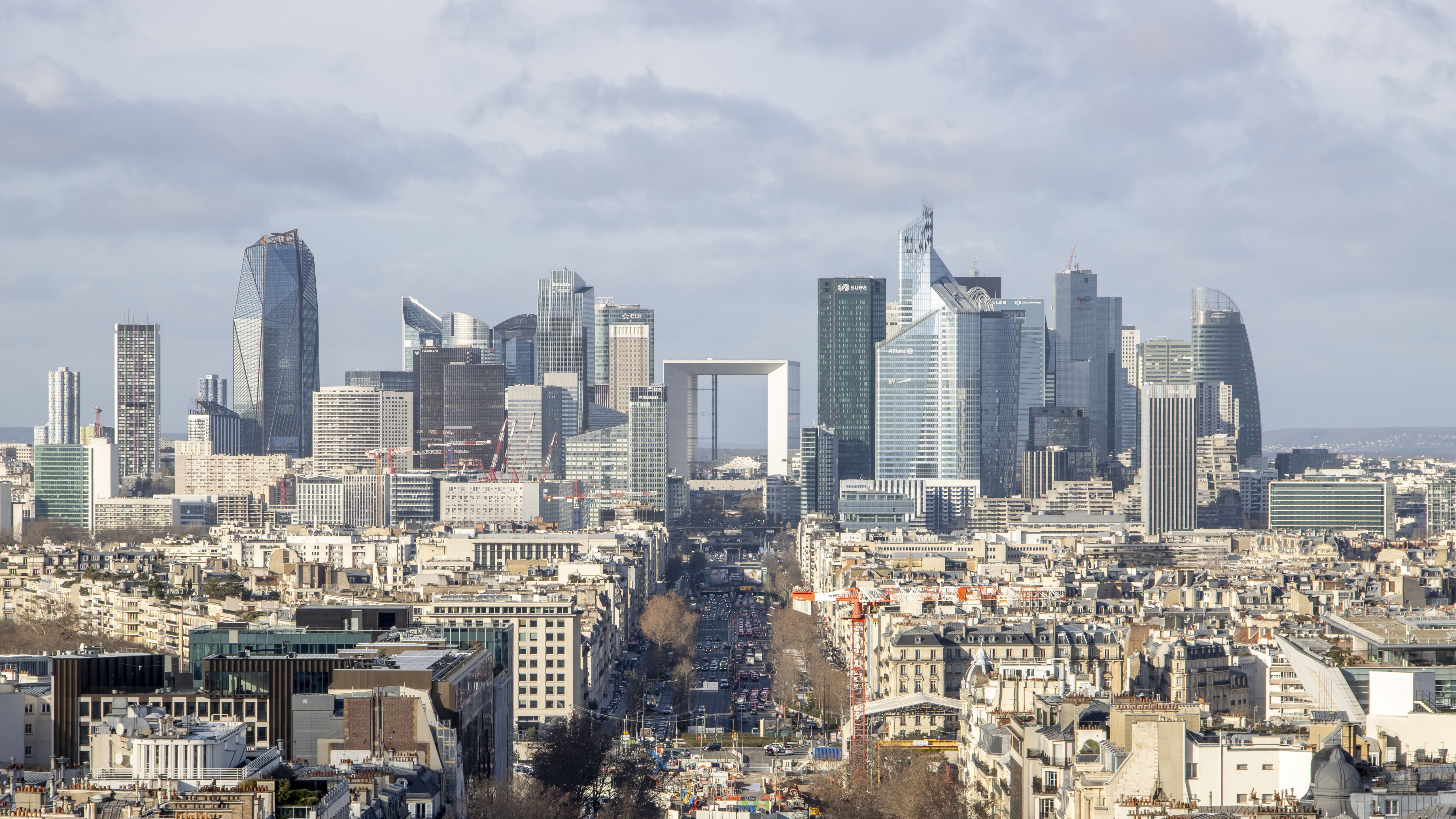
Het zakendistrict La Défense bij de hoofdstad Parijs

Belangrijke industrieën van Frankrijk zijn machines, chemische producten, auto's, metalen, vliegtuigen, elektronische apparatuur en voedsel (vooral Franse kaas). De geavanceerde technologische industrieën groeien eveneens. Parijs is beroemd vanwege zijn luxegoederen. Naast Parijs zijn de belangrijkste industriële steden Metz en Straatsburg in het noordoosten; in het noorden Roubaix en Rijsel (Frans: Lille); in het zuidoosten Lyon en Grenoble; in het zuiden Marseille, Toulouse, Nice en Nîmes; in het westen Bordeaux en Nantes.
Het toerisme is een belangrijke economische sector. Bekende toeristenregio's zijn Normandië en Bretagne in het noordwesten en de Provence en de Côte d'Azur in het zuiden. Ook de Franse Alpen en Dordogne en kastelen van de Loire zijn geliefd bij toeristen.
Meer dan de helft van de handel vindt plaats met andere leden van de Europese Unie. Japan, de Verenigde Staten en China zijn ook belangrijke handelspartners. De belangrijkste uitvoerproducten zijn machines en vervoersapparatuur, chemische producten, levensmiddelen, landbouwproducten, ijzer- en staalproducten, textiel en kleding. Belangrijke importproducten zijn ruwe olie, machines en apparatuur, landbouwproducten, chemische producten en ijzer- en staalproducten. Kernenergie levert 75% van alle elektriciteit op uit Frankrijk. Anders dan in veel andere westerse landen is dit nauwelijks omstreden; vermindering van de afhankelijkheid van import van olie, waarvan Frankrijk zelf niets heeft, wordt belangrijk gevonden. De belangrijkste havens zijn Marseille, Le Havre, Duinkerke, Rouen, Cherbourg, Brest, Saint-Nazaire, Nantes, Bordeaux en Toulon.
De overheid had voorheen meerderheidsaandelen in veel handelsbanken, enkele industrieën en het telefoonsysteem. Er is een beweging naar privatisering geweest, hoewel de energieproductie, openbaar vervoer en de defensie-industrieën nog door de overheid gecontroleerd worden.

### Vervoer

#### Wegvervoer
In het Franse autowegennet wordt op belangrijke snelwegen tol (péage) geheven.  
In een aantal steden is een milieuzone (zone à faibles émissions, ZFE) waar geen autoverkeer toegelaten is zonder passend milieuvignet (Crit'Air, certificat qualité de l'air). Dat verbod geldt ook op een aantal stedelijke autowegen zoals de Boulevard Périphérique (Parijs) en de voormalige snelwegen A6 en A7 doorheen Lyon.
In een aantal steden zoals Parijs, Nantes en Grenoble is er een zone met beperkt verkeer (ZTL, zone à trafic limité) in het stadscentrum, waar gemotoriseerde voertuigen niet meer doorheen mogen rijden behalve enkele strikte uitzonderingen.

#### Luchthavens
Luchthaven Parijs-Charles de Gaulle behoort tot de drukste vliegvelden ter wereld en is na Londen Heathrow het tweede vliegveld van Europa. De luchthaven handelt jaarlijks circa 70 miljoen passagiers af. Luchthaven Orly, ook bij Parijs, is het tweede vliegveld en speelt een grote rol in het binnenlandse vliegverkeer. Andere grote vliegvelden zijn te vinden bij Lyon, Nice en Marseille.

#### Spoor

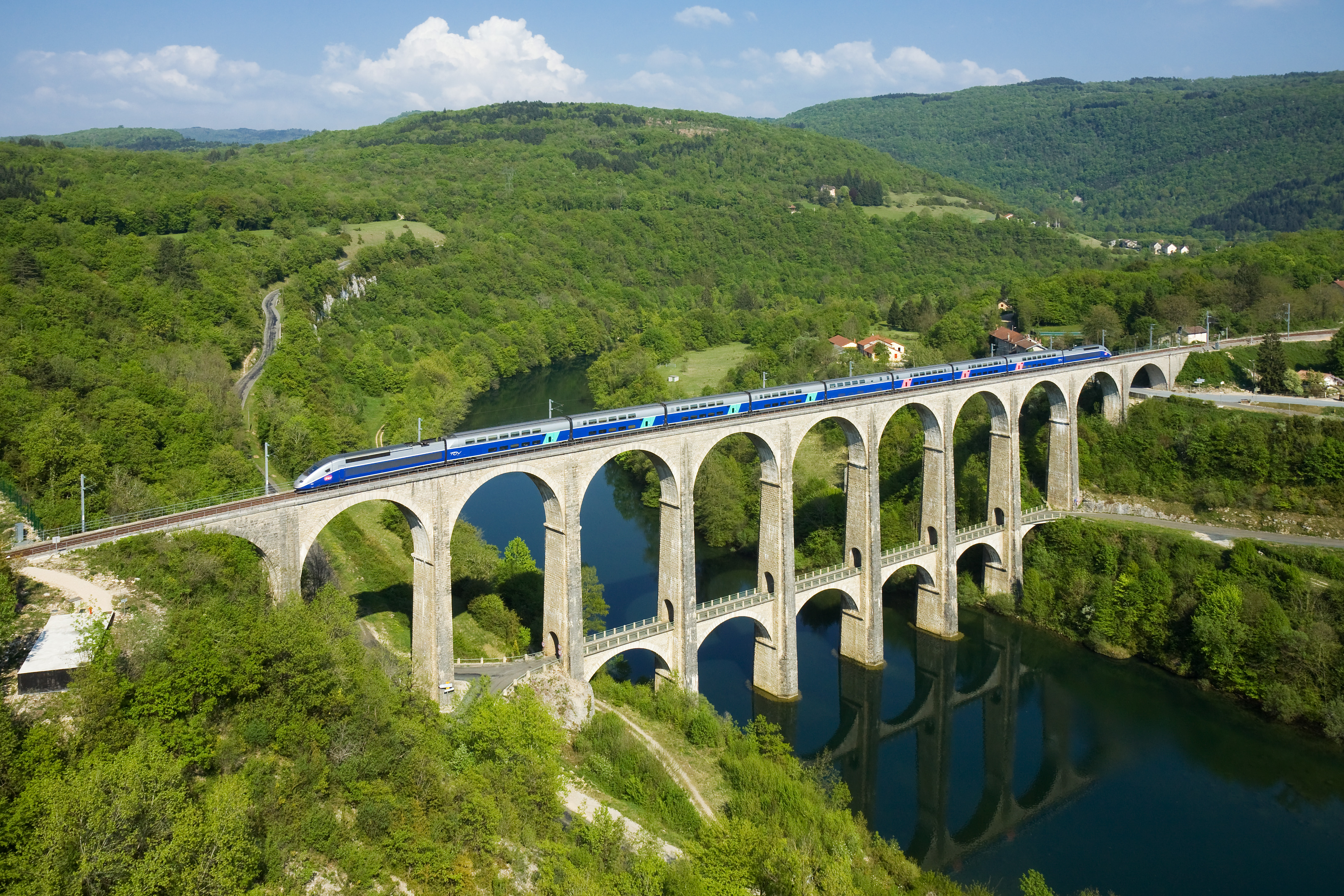
Een TGV ter hoogte van de Ain

Frankrijk heeft een uitgebreid spoorwegnet, waaronder een netwerk van hogesnelheidslijnen dat zich sinds 1981 vanuit Parijs in alle windrichtingen inclusief het buitenland vertakt heeft. Via de Kanaaltunnel is er ook een spoorverbinding met Groot-Brittannië.
Er zijn verschillende concurrerende vervoerders actief op het Franse spoorvervoer, zowel voor de hogesnelheidstrein als de Franse regionale treinen.
De tram beleefde een sterke opleving sinds 1985: van bijna verdwenen, waren er  tegen 2019 opnieuw 30 steden met tramlijnen in Frankrijk.
Fietsers beschikken over een netwerk aan langeafstandsfietsroutes; voor wandelaars zijn er de GR-paden.

### Energievoorziening
Frankrijk produceerde 137 miljoen ton olie-equivalent (Mtoe) in 2014. (1Mtoe = 11,63 TWh, miljard kilowattuur.) De energiebron was vooral nucleair, 83%. Duurzame energie droeg 16% bij. Dat was niet genoeg voor de energievoorziening, het  TPES (total primary energy supply): 243 Mtoe. Het land importeerde 120 Mtoe fossiele brandstof meer dan het exporteerde.
Van de energie ging ongeveer 100 Mtoe verloren bij conversie, vooral bij elektriciteitsopwekking uit uranium. 14 Mtoe werd gebruikt voor niet-energetische producten zoals smeermiddelen, asfalt en petrochemicaliën. Voor energie eindgebruikers resteerde 134 Mtoe waarvan 36 Mtoe = 420 TWh elektriciteit.
De uitstoot van kooldioxide was 286 megaton, dat is 4,3 ton per persoon, vergelijkbaar met het wereldgemiddelde 4,5 ton per persoon, maar dankzij kernenergie veel lager dan het Europese gemiddelde.
De overwegend nucleaire opwekking van elektriciteit is een belangrijke oorzaak van de relatief geringe CO2-uitstoot.

### Toerisme

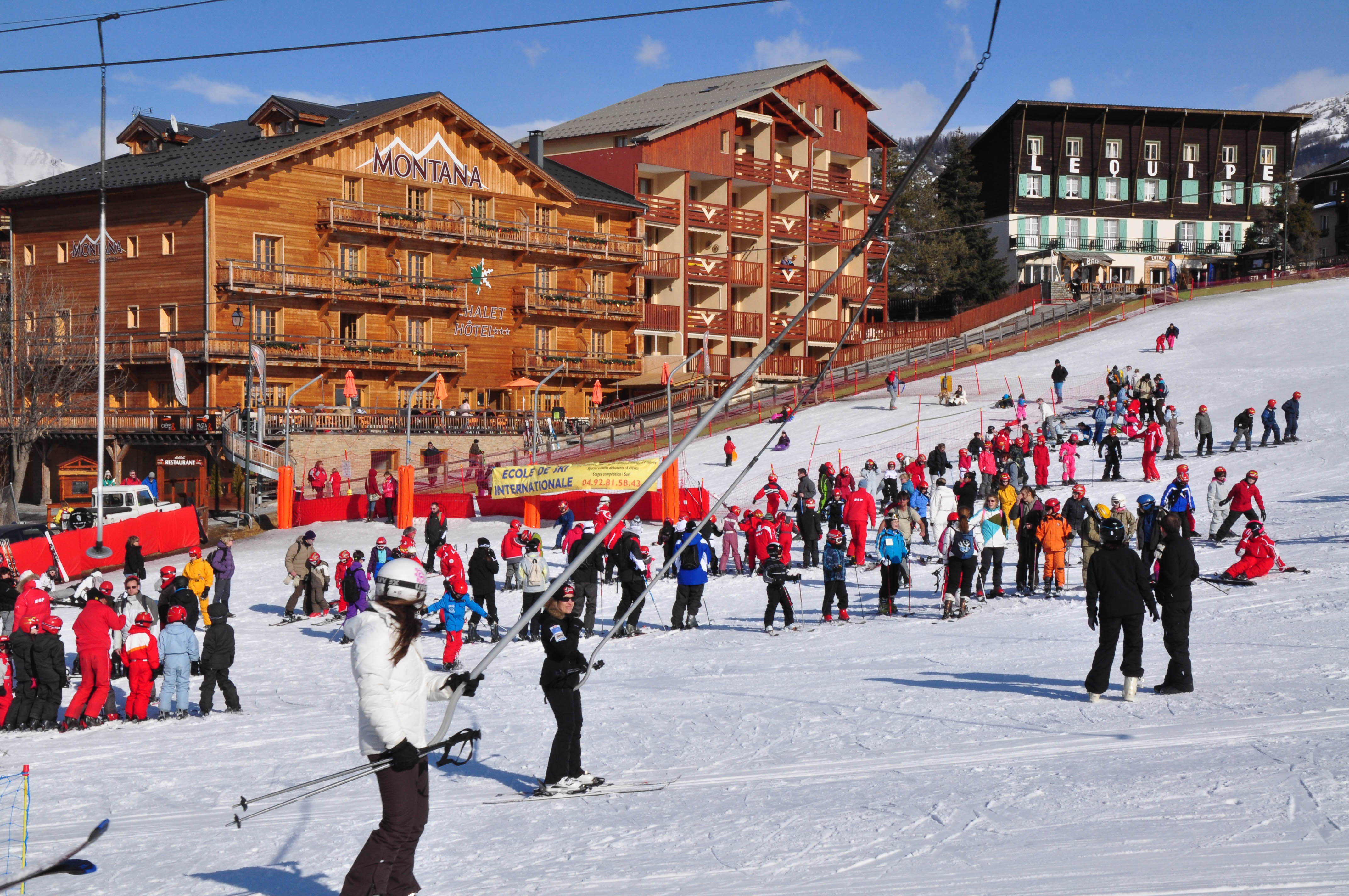
De Franse Alpen zijn een populaire wintersportbestemming

In 2013 werd Frankrijk bezocht door 84,7 miljoen buitenlandse toeristen, verantwoordelijk voor 32,7% van de totale hoeveelheid overnachtingen in het land. Dat betekent dat het land de meeste toeristen heeft ontvangen ter wereld, hoewel zij in 2012 in de Verenigde Staten en in Spanje meer geld uitgaven. In dat jaar was de sector goed voor 7% van het BNP. In 2011 was de totale omzet van het toerisme in Frankrijk 141 miljard euro.
De populairste bestemmingen waren in 2003 de Eiffeltoren (6,2 miljoen bezoekers), het Louvre (5,7 miljoen bezoekers), het Kasteel van Versailles (2,8 miljoen bezoekers), het Musée d'Orsay (2,1 miljoen bezoekers), het Arc de Triomphe (1,2 miljoen bezoekers), Centre Pompidou (1,2 miljoen bezoekers) en Mont Saint-Michel (1 miljoen bezoekers). De meest bezochte regio's zijn Île-de-France (Parijs), Auvergne-Rhône-Alpes en Provence-Alpes-Côte d'Azur, in die volgorde.
Hoewel de sector tijdens de economische crisis een kleine stilstand heeft gekend, is er een duidelijke groeiende tendens. De enige groep bezoekers die terugloopt, zijn Nederlanders die hun vakantie op campings doorbrengen (-4,3%), hoewel met 13% van de overnachtingen het nog steeds de belangrijkste klantenkring van de openluchthotellerie is, gevolgd door de Duitsers (6,4%), Britten (6,2%) en de Belgen (3,9%). Niet alleen neemt het aantal toeristen toe, ook blijven ze langer in het land, gemiddeld 7,1 nacht in 2013.
Hoewel het meest bezochte land ter wereld door buitenlanders, is toerisme in Frankrijk voornamelijk een binnenlandse aangelegenheid. Van de Fransen zelf is 75,1% op vakantie gegaan in 2013 en 88,7% van deze vakanties waren in eigen land. Fransen zelf zijn verantwoordelijk voor 67,3% van alle overnachtingen in het land. De toenmalige regio Rhône-Alpes werd het meest bezocht, gevolgd door Provence-Alpes-Côte d'Azur. De favoriete bezigheden daarbij waren wandelen, het bezichtigen van een stad of dorp en winkelen.
Het terrorisme heeft het toerisme in Parijs een zware slag toegediend. Als gevolg van de aanslagen in november 2015, waarbij 130 doden vielen (de zwaarste aanslag in Frankrijk sinds de Tweede Wereldoorlog) annuleerden vele toeristen hun geplande verblijf in de stad. Hetzelfde gebeurde in Nice na de aanslag daar in 2016, toen 87 slachtoffers vielen. In 2020 en 2021 was het aantal buitenlandse toeristen in Frankrijk veel lager als gevolg van de lockdowns ten gevolge van COVID-19.